# Arosa Lenzerheide

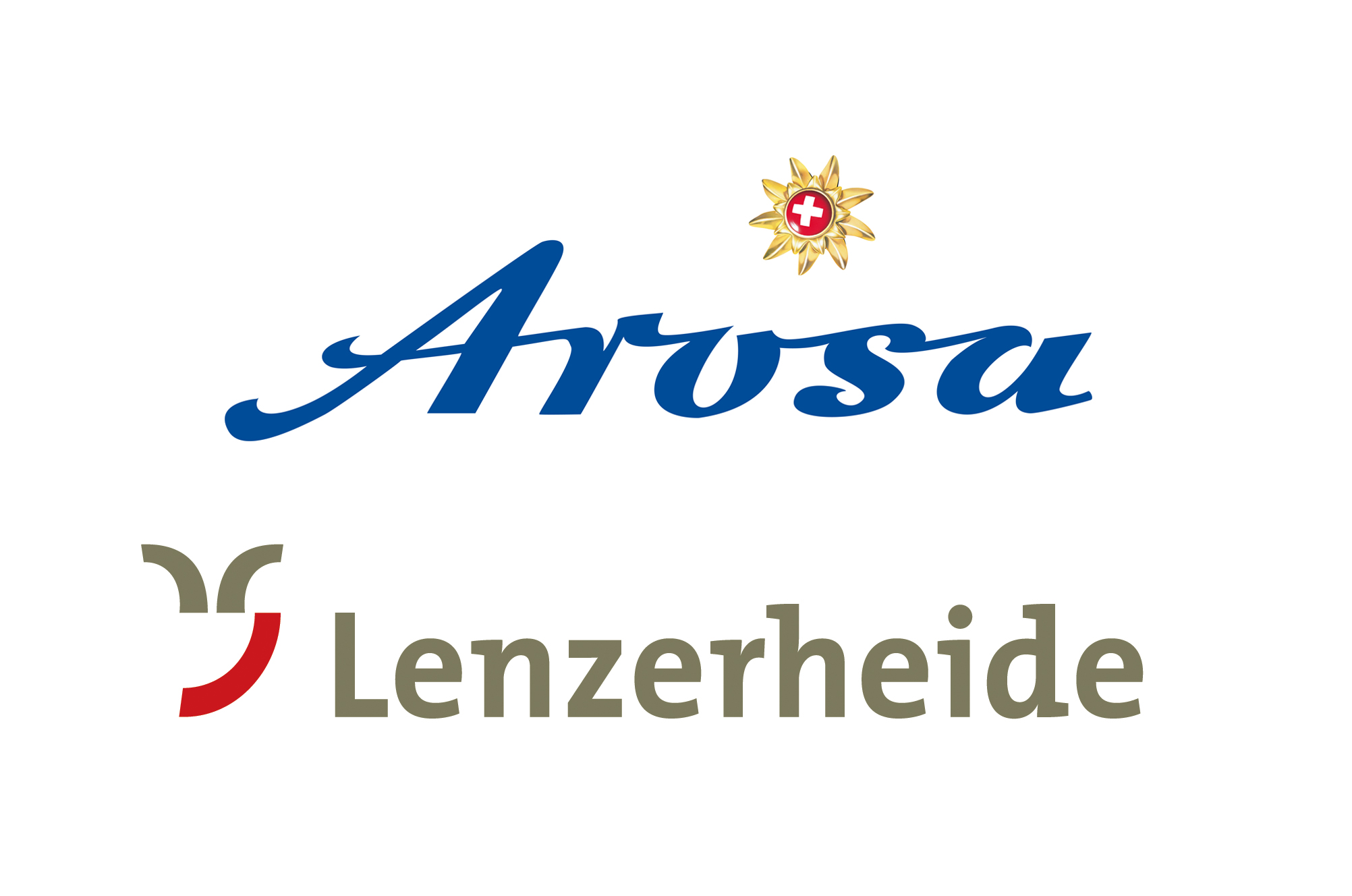
Logo Arosa Lenzerheide (bis 2021)

Arosa Lenzerheide ist ein Wintersportgebiet in der Schweiz. Es entstand 2013/14 durch die Verbindung der bestehenden Skigebiete von Arosa und der Lenzerheide. Mit 225 Pistenkilometern sowie 43 Seilbahnanlagen ist es die grösste zusammenhängende Wintersportarena Graubündens.

## Lage und Beschreibung
Das in Nord- und Mittelbünden gelegene Wintersportgebiet erstreckt sich vom innersten Schanfigg über das Urdental in die benachbarte westliche Talschaft mit Lenzerheide, Parpan–Valbella und Churwalden. Es deckt einen Höhenbereich von 1230 m bis 2865 m ab. Herausragende Gipfelerschliessungen mit Pendelbahnen und Panoramarestaurants sind das Weisshorn und das Parpaner Rothorn, das zugleich den höchsten mechanisch erschlossenen Punkt des Skigebiets markiert.
Arosa Lenzerheide verfügt weiter über 103 km präparierte Langlaufloipen sowie 4 Funparks («Snowpark Tschuggen», «Wood Ranch» und «Bärensnowpark» in Arosa sowie «JibArea Stätz» auf der Lenzerheide). Hinzu kommen 11,5 km Schlittelbahnen sowie 140 km präparierte Winterwanderwege. Im Sommer ist die Region ein beliebtes Wander- und Mountainbikegebiet.
Die seilbahntechnische Verbindung zwischen Arosa und Lenzerheide erfolgt über eine im Sommer 2013 erstellte, 1694 m lange und knapp 70 Höhenmeter überwindende Seilbahn – die Urdenbahn – vom Hörnligrat zum Urdenfürggli, das von der Lenzerheidner Seite zudem mit zwei kuppelbaren Sechser-Sesselbahnen erschlossen wird. Für den Betrieb des Skigebiets zeichnen hauptsächlich die Arosa Bergbahnen und die Lenzerheide Bergbahnen verantwortlich.

## Bahnanlagen und Restaurants
Der Tarifverbund Arosa Lenzerheide umfasst 43 Seilbahnen. Davon befinden sich 14 in Arosa, 12 auf der Lenzerheide Ostseite (mit Urdenbahn und Sesselbahn Obertor), 13 auf der Lenzerheide Westseite (mit Sesselbahn Obertor) und 4 in Churwalden. Hier nicht aufgeführt sind reine Übungsanlagen wie Stricklifte und Förderbänder («Zauberteppiche»). Folgende Anlagetypen sind vorhanden (Stand 2024):
- 4 Pendelbahnen
- 4 Gondelbahnen
- 18 Sesselbahnen (17 kuppelbare)
- 15 Skilifte

Mit (F) gekennzeichnete Bahnen können auch von Fussgängern benutzt werden.

### Arosa
1. Weisshornbahn 1. Sektion (F)
2. Weisshornbahn 2. Sektion (F)
3. Urdenbahn (Hörnligrat) (F)
4. Hörnli Express (F)
5. Gondelbahn Kulm (F)
6. Sesselbahn Brüggerhorn (F)
7. Sesselbahn Tschuggen-Ost
8. Sesselbahn Hörnli
9. Sesselbahn Carmenna
10. Sesselbahn Plattenhorn
11. Skilift Tomeli
12. Skilift Tschuggen-West
13. Skilift Ried
14. Skilift Prätschli

### Lenzerheide, Valbella, Parpan (Ostseite)
1. Rothornbahn 1. Sektion (F)
2. Rothornbahn 2. Sektion (F)
3. Urdenbahn (Urdenfürggli) (F)
4. Sesselbahn Heimberg (F)
5. Sesselbahn Weisshorn Speed (F, im Sommer)
6. Sesselbahn Motta (F)
7. Sesselbahn Urdenfürggli (F)
8. Sesselbahn Obertor (Ost)
9. Skilift Scharmoin
10. Skilift Crappa Grossa
11. Skilift Fastatsch
12. Skilift Dieschen

### Lenzerheide, Valbella, Parpan (Westseite)
1. Sesselbahn Scalottas (F)
2. Sesselbahn Tgantieni (F)
3. Sesselbahn Pedra Grossa (F)
4. Sesselbahn Stätzertäli
5. Sesselbahn Lavoz
6. Sesselbahn Stätzerhorn
7. Sesselbahn Cumascheals
8. Sesselbahn Obertor (West)
9. Skilift Valbella
10. Skilift Proschieri
11. Skilift Gertrud
12. Skilift Crestas
13. Doppelskilift Fadail

### Churwalden
1. Gondelbahn Heidbüel (F)
2. Sesselbahn Pradaschier (F)
3. Skilift Windegga
4. Skilift Pradafenz

### Die Urdenbahn (Luftseilbahn Hörnli–Urdenfürggli)
Das Herzstück der Skigebietsverbindung ist die von den Arosa Bergbahnen gebaute und betriebene Urdenbahn zwischen dem Hörnligrat und dem Urdenfürggli.

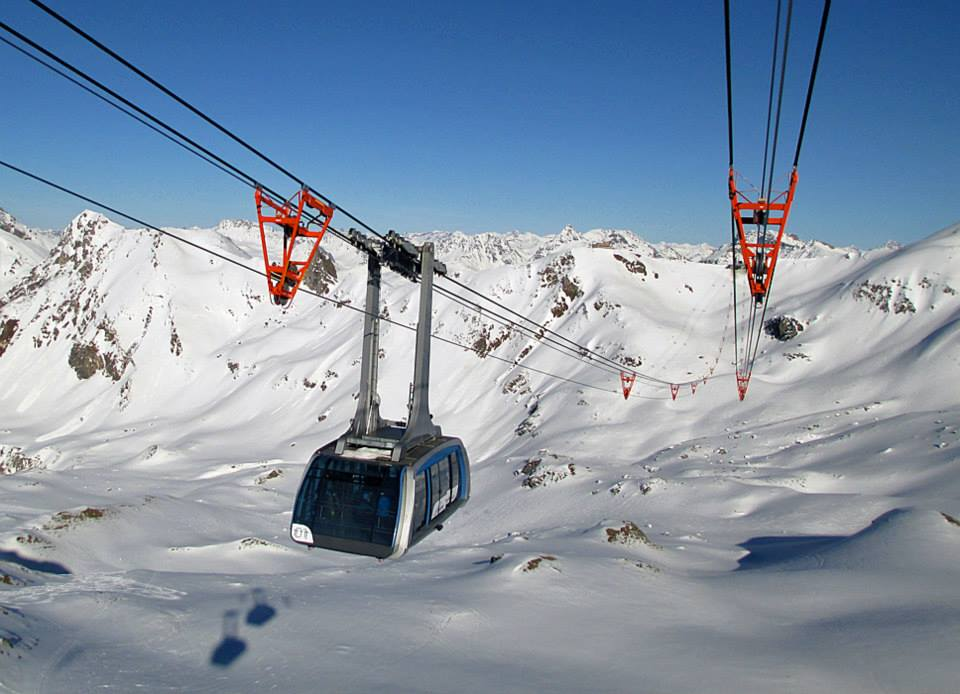
Die Urdenbahn mit den roten Tragseilreitern im Eröffnungswinter 2013/14

Der österreichische Seilbahnbauer Steurer erstellte zwei parallel verlaufende einspurige Zweiseilpendelbahnen, die mit je einem Seilfeld ohne Stützen auskommen. Es bestehen zwei Zugseil-Schlaufen, wobei die Rückführung der Seile jeweils auf der Spur der anderen Bahn erfolgt. Zur entsprechenden Stabilisierung werden je 17 grosse Tragseilreiter eingesetzt. Als Transportmittel fungieren zwei verglaste Kuechler Design-Kabinen von Gangloff mit je sechs automatischen Türen und einer Kapazität von jeweils 150 Personen. Die stündliche Transportleistung beträgt 1700 Personen pro Richtung. Bei niedrigem Fahrgastaufkommen oder technischen Einschränkungen kann mit nur einer Bahn operiert werden. Bei einer Passagier-Evakuation sieht das Bergekonzept den Einsatz von Seilwinden zwischen den beiden Kabinen vor.
Um die Betriebsenergie im Rahmen zu halten, sind die Fahrprogramme der beiden Bahnen aufeinander abgestimmt. Die Fahrten werden so gesteuert, dass die Generator-Leistung der einen Bahn optimal mit der motorischen Leistung der anderen verknüpft wird. Damit kann verhindert werden, dass ab der Fahrbahnmitte bei Volllast unnötige Energie verbraucht wird. Die beiden Stationen wurden in offener Bauweise errichtet, wodurch sie sich unauffälliger in die Landschaft einfügen. Die Passagiere gelangen über klappbare Podeste in die Kabine und zwar durch drei Türen gleichzeitig. So lassen sich die Kabinen in rund zwei Minuten entladen und wieder füllen. Während die Kabine die Station verlässt, werden die Zutrittspodeste automatisch hochgeklappt und dienen als Sicherheitsgeländer.

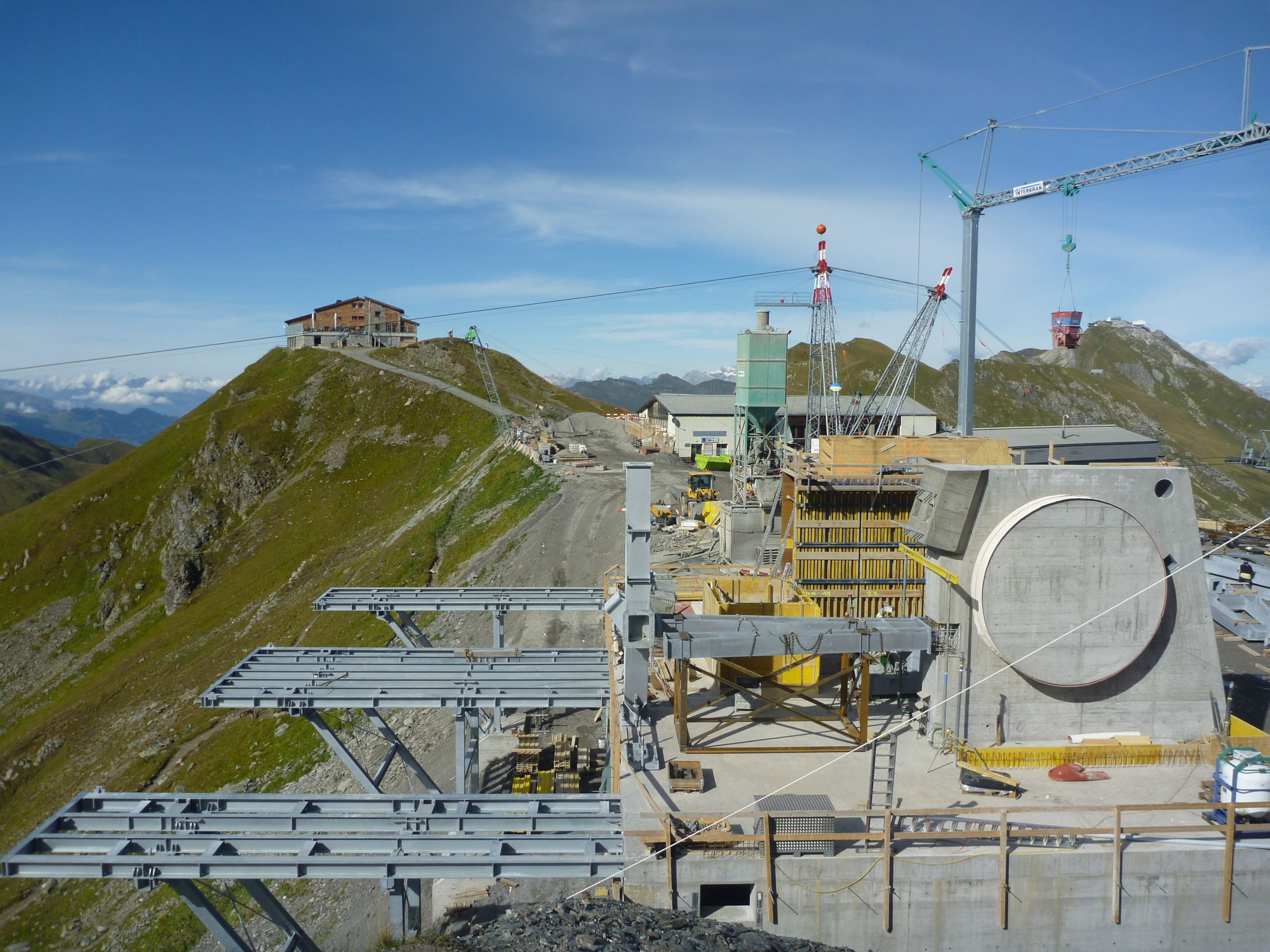
Die Urdenbahn (Station Hörnligrat) im Bau 2013

Der Bau der Urdenbahn folgte einem ambitiösen Zeitplan. Der Werkvertrag mit dem Seilbahnbauer wurde im Mai 2012 abgeschlossen und die Einsprachen der Naturschutzverbände im Dezember 2012 zurückgezogen. Die Bauleitung übernahm Thomas Gurzeler, der ehemalige Direktor der Arosa Bergbahnen, auf Mandatsbasis. Das Bauvorhaben schien zunächst schneller voranzukommen als dasjenige der beiden Sesselbahnen Heimberg und Motta. Zu Beginn wurde eine Transportseilbahn mit markanten Fachwerkstützen zwischen dem Hörnligrat und dem Urdenfürggli eingerichtet. Im Bereich der Weststation starteten die ersten umfangreichen Erdarbeiten aufgrund der Schneelage allerdings erst Ende Juni, während am Hörnligrat der Schnee schon zuvor abgetragen wurde, um mit den Bauarbeiten zeitig beginnen zu können. Aufgrund eines unerwartet nassen Frühjahrs sowie geologischen Problemen am Urdenfürggli, auf die mit zusätzlichen Stabilisierungsarbeiten reagiert werden musste, verzögerten sich die Bauarbeiten erheblich. Erst Mitte September waren die Tiefbauarbeiten soweit abgeschlossen, dass mit der Montage der Stationsaufbauten begonnen werden konnte. Die Anlieferung der Tragseile erfolgte mit Schwertransportern von der Lenzerheide zum Urdenfürggli. Der Transport der Zugseile wurde von Arosa aus durchgeführt. Mitte Oktober wurde bekannt, dass sich die Arbeiten sechs Wochen hinter dem Zeitplan befanden.

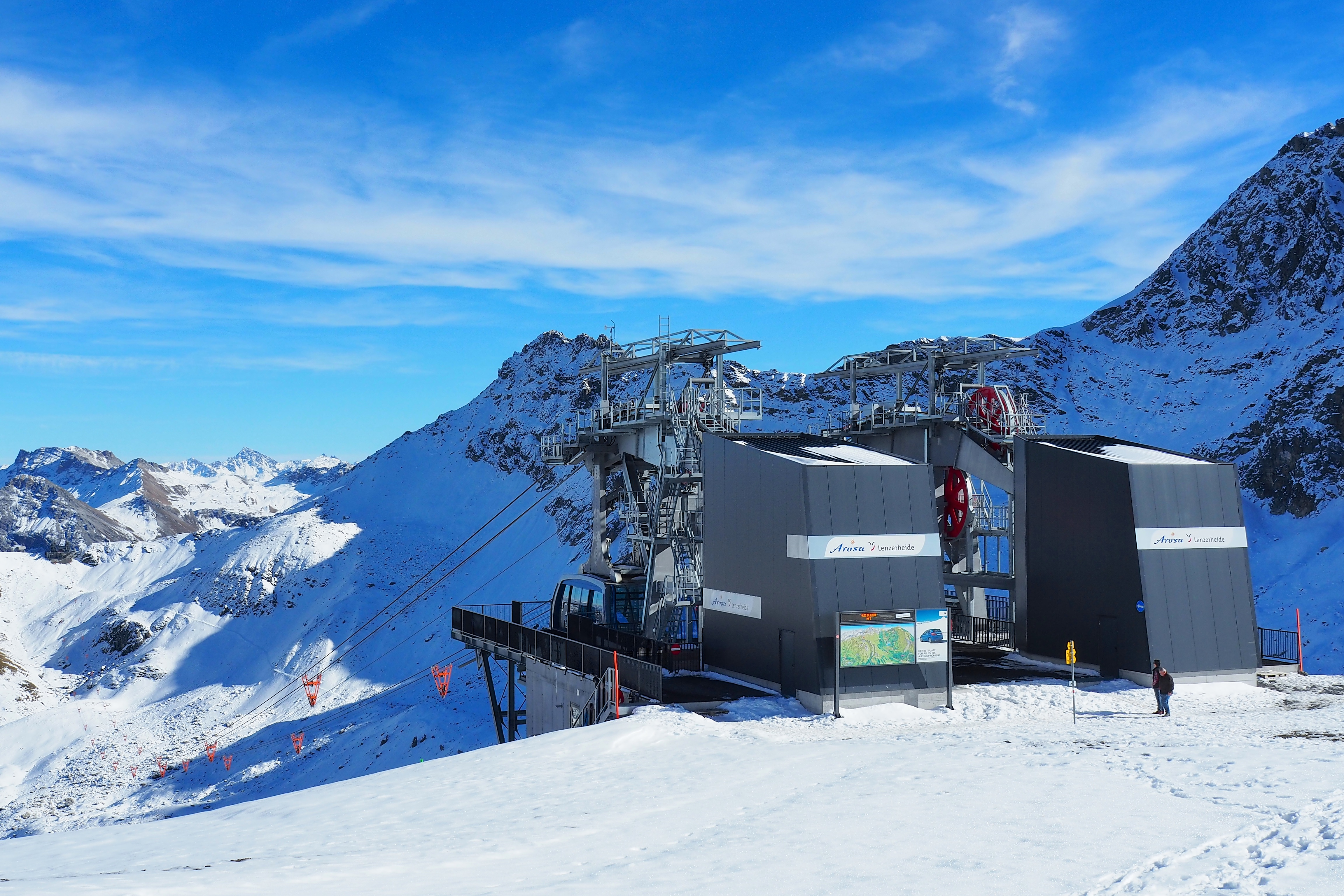
Die Station Urdenfürggli 2015

In den darauffolgenden Wochen liefen die Montagearbeiten auf Hochtouren. Anfang November wurden die Tragseile von der Weststation auf dem Urdenfürggli zur Oststation am Hörnligrat gezogen und zunächst mit einem Gewicht von 90 Tonnen gespannt. Die endgültige Leerseilspannung von 150 Tonnen erreichten die Seile einige Wochen später. Die erste der beiden 150-Personen-Kabinen wurde am 8. November 2013 vom Produktionsstandort Bern auf einem Tieflader nach Arosa gebracht. Dort wurde sie zwischengelagert und danach per ferngesteuertem Pneutransporter im Schritttempo zum Hörnligrat transportiert. Die Montage erfolgte durch einen Mobilkran, nachdem die Fertigstellung der Oststation und der Abspannung der Seile beendet war. Die Anlieferung der zweiten Kabine erfolgte einige Zeit später, was erneut einen aufwendigen Spezialtransport zum inzwischen tief verschneiten Hörnligrat nach sich zog.
Trotz aller Anstrengungen mussten die Arosa Bergbahnen am 8. November 2013 in einer Pressemitteilung bekanntgeben, dass der geplante Eröffnungstermin im Dezember 2013 nicht eingehalten und die Verbindungsbahn erst in der zweiten Januarhälfte 2014 dem Betrieb übergeben werden könne. Allerdings konnten noch vor den Weihnachtsfeiertagen die Bau- und Seilarbeiten im Urdental weitgehend abgeschlossen werden. In der Folge wurden diverse Inbetriebnahmearbeiten durchgeführt, ehe die interne Abnahme seitens der Arosa Bergbahnen und schliesslich die offizielle Abnahme durch das BAV Anfang 2014 erfolgten.

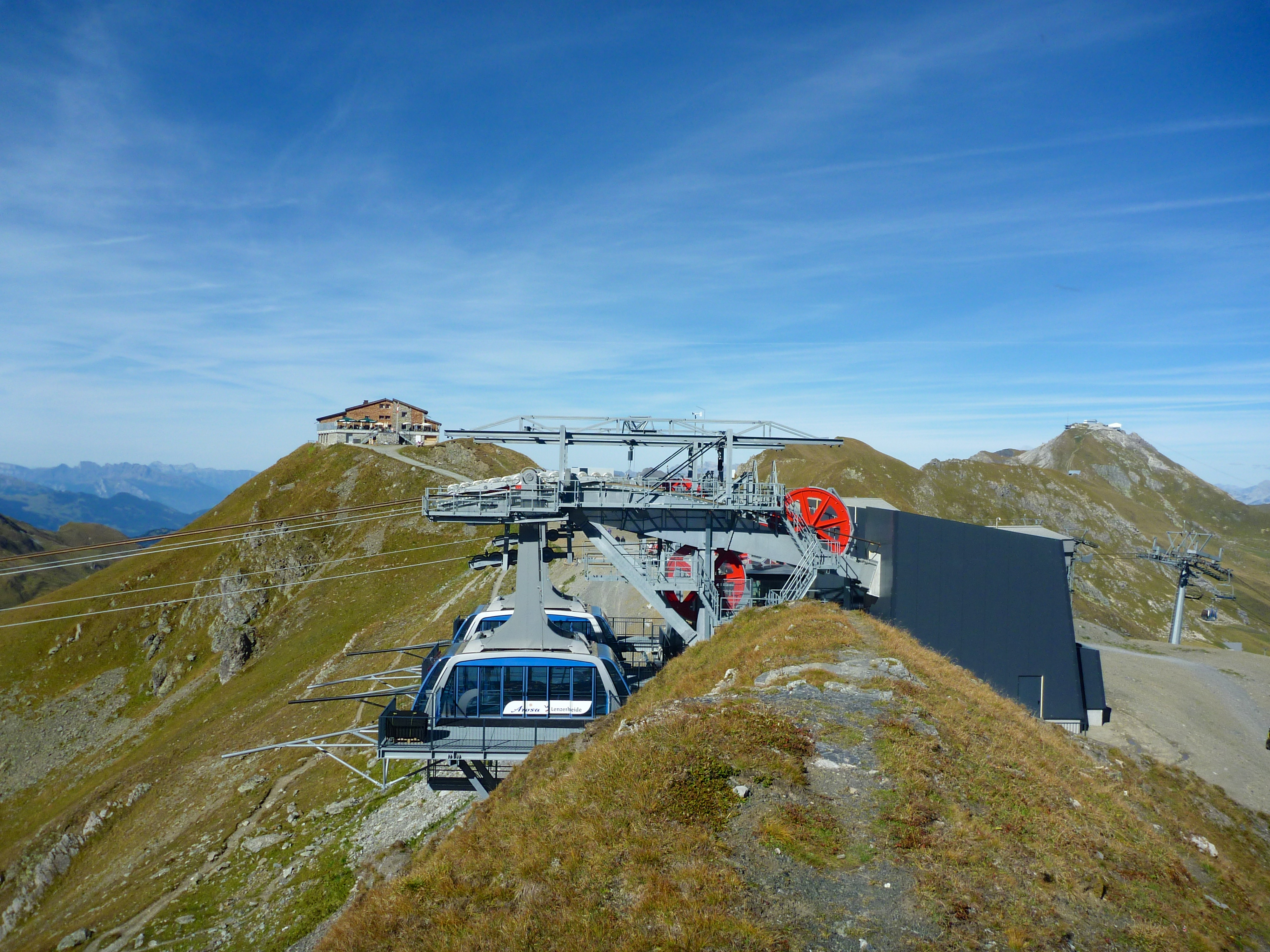
Die Station Hörnligrat 2014

Nach der Eröffnung am 18. Januar 2014, die mit einem Festakt begangen wurde, lief der Winterbetrieb trotz reger Nutzung der Bahn weitgehend störungsfrei. In den ersten 93 Betriebstagen transportierte die Urdenbahn 335‘000 Personen, an Spitzentagen waren rund 11‘000 Frequenzen zu verzeichnen. Im Sommer 2014 fand während der Hauptsaison ein sechswöchiger Probebetrieb statt, um den entsprechenden Nutzungsbedarf von Wanderern und Mountainbikern zu evaluieren. Das Ergebnis fiel trotz des meist trüben Wetters zufriedenstellend aus. Im Anschluss daran nahmen die Arosa Bergbahnen die letzten Bauarbeiten vor. Unter anderem wurden die vier Tragseil-Betonpoller bei den Stationen eingekleidet und die Umgebungsarbeiten zu Ende geführt.

#### Technische Daten
- Fahrbahnlänge: 1682 m
- Oststation Arosa: 2496 m ü. M.
- Weststation Lenzerheide: 2562 m ü. M. Seilbahnkabel der Urdenbahn über dem Urdensee
- Höhendifferenz: 66 m

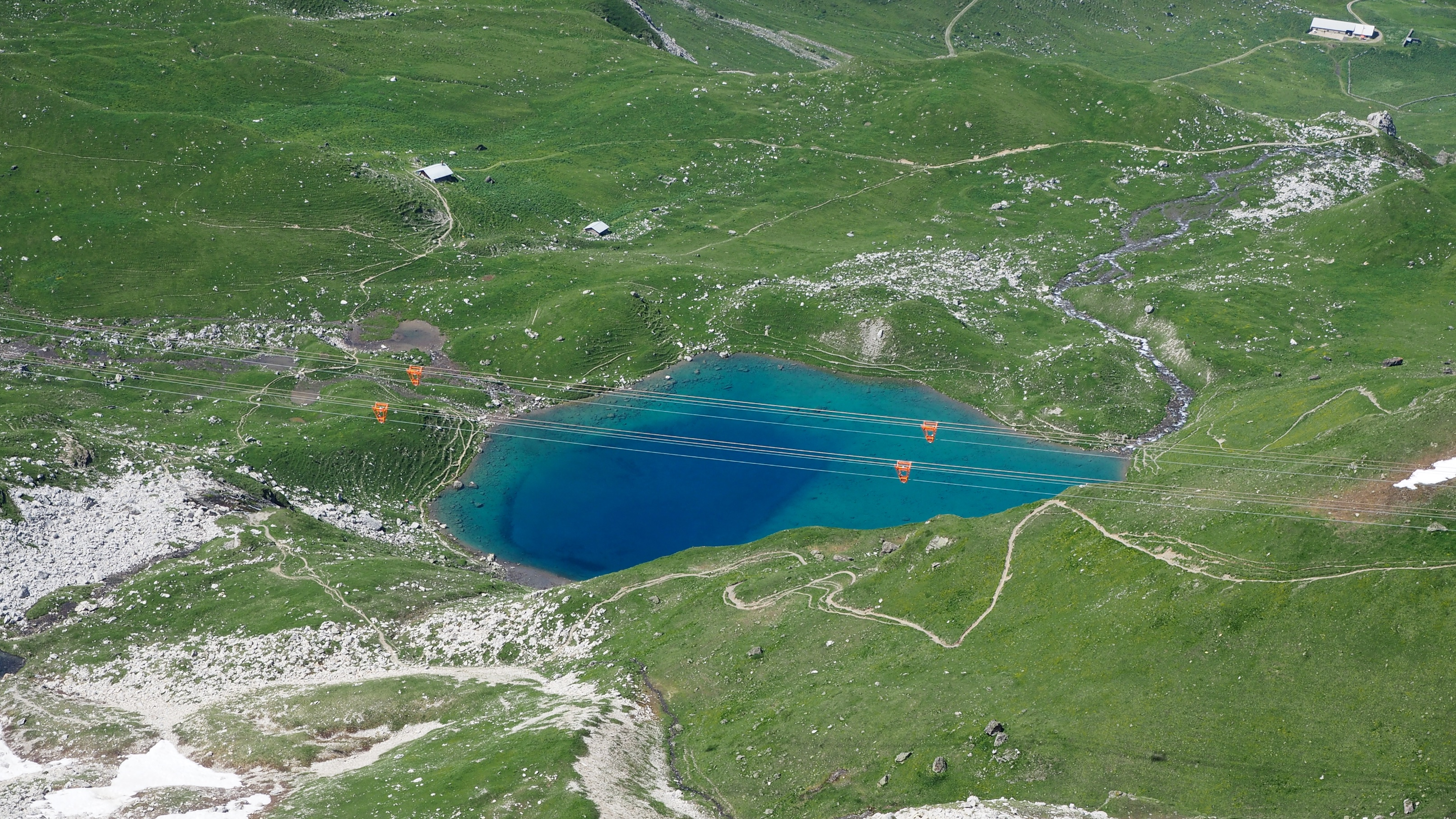
Seilbahnkabel der Urdenbahn über dem Urdensee

- Nutzlast pro Kabine: 150+1 Pers. / 12'080 kg
- Dimension Tragseile: 76 mm
- Dimension Zugseile: 42 mm
- Mittlere Antriebsleistung: 850 kW
- Maximale Fahrgeschwindigkeit: 12 m/s (Schnellste Pendelbahn der Schweiz)
- Durchschnittliche Fahrdauer: 5 min (inkl. Wartezeit in Kabine)
- Installierte Förderleistung: 2 × 850 Pers./h

#### Auszeichnung

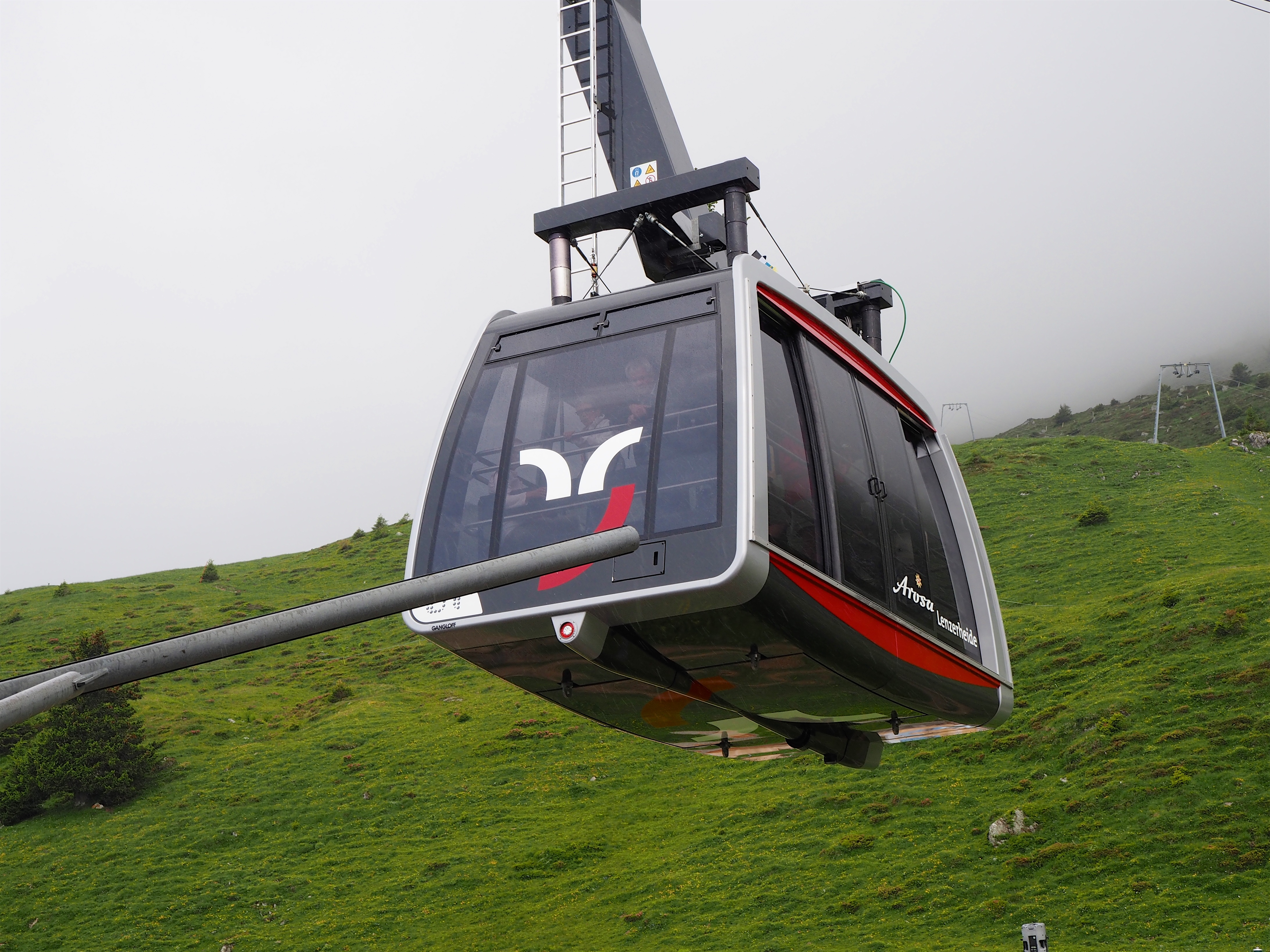
Neue Kabine der Rothornbahn nach dem Vorbild der Urdenbahn

Die Urdenbahn wurde anlässlich des vom Rat für Formgebung verliehenen German Design Awards 2015 unter 2250 nominierten Produkten als «Winner» der Kategorie «Transportation and Public Design» ausgezeichnet. Die Lenzerheide Bergbahnen orientierten sich an der Formgebung der Urdenbahn-Kabinen und liessen im Zuge der Konzessionserneuerung 2015 die neuen Kabinen der Rothornbahn 2. Sektion ebenfalls durch Kuechler Design gestalten.

#### Trivia
Der 20. Dezember 2014 sah mit Corinne und Steve Hafner-Stamm das erste Brautpaar, das sich in einer Kabine der Urdenbahn das Ja-Wort gegeben hat.

### Restaurants
Im ganzen Skigebiet verteilt befinden sich rund 45 Restaurants und Bars (Stand 2024). Davon sind rund die Hälfte auch für Winterwanderer erreichbar.

### Partner-Schneesportgebiet Tschiertschen

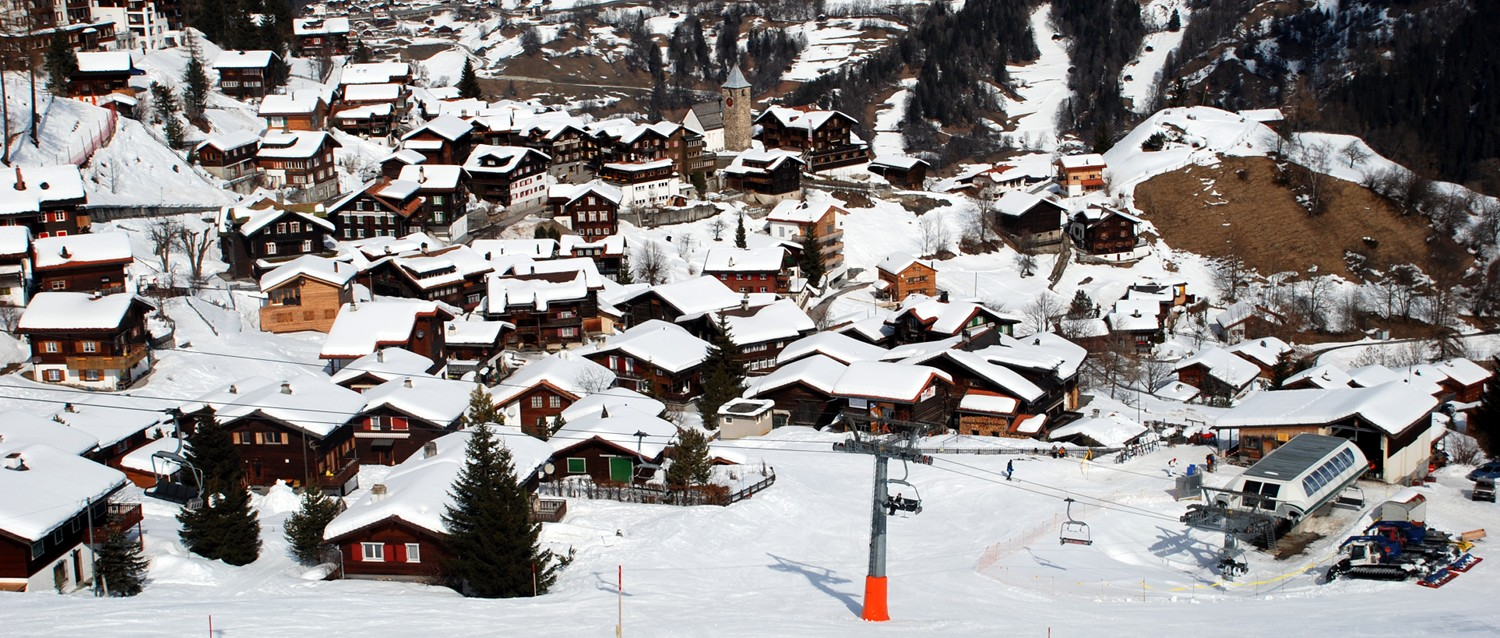
Tschiertschen mit Sesselbahn Waldstafel

Das auf der linken Seite des Schanfigg gelegene Skigebiet Tschiertschen ist nicht Teil des Tarifverbunds Arosa Lenzerheide. Der über rund 27 Pistenkilometer verfügende Ferienort Tschiertschen unterhält je 2 Sesselbahnen und Skilifte. Er kann über Freeridepisten vom Bereich Hörnli–Urdenfürggli auch von Arosa und der Lenzerheide aus erreicht werden. Für die «Skisafari» (Rundtour) Arosa–Tschiertschen–Parpan/Lenzerheide–Arosa werden in Tschiertschen speziell vergünstigte Transporttarife angeboten.

### Sommerbetrieb
Auch im Sommer ist die Region Arosa Lenzerheide ein bekanntes Urlaubsziel, vom Frühjahr 2018 bis Herbst 2021 ebenfalls im gemeinsamen Auftritt. Neben Wander-, Nordic-Walking und Mountainbike-Möglichkeiten gibt es zahlreiche Attraktionen, wie die Downhillstrecken an Rothorn, der 2018/19 eröffnete Flowtrail am Hörnli oder die über 3 km lange Sommerrodelbahn samt Seilpark in Churwalden/Pradaschier. Weiter laden der Untersee und der Heidsee zu alpinem Badespass, wobei für Kinder spezielle Infrastruktur zur Verfügung steht.
In Arosa können Einheimische, Aufenthalter, Ferien- und Tagesgäste mit der «All-Inclusive-Karte» diverse Angebote gratis nutzen, darunter den Bootsbetrieb auf dem Obersee, den Seilpark Waldfestwiese, das Heimatmuseum, den Arosa-Bus sowie die Bergbahnen vor Ort.
Folgende Seilbahnen sind grundsätzlich auch im Sommer in Betrieb (Stand 2024):
Arosa

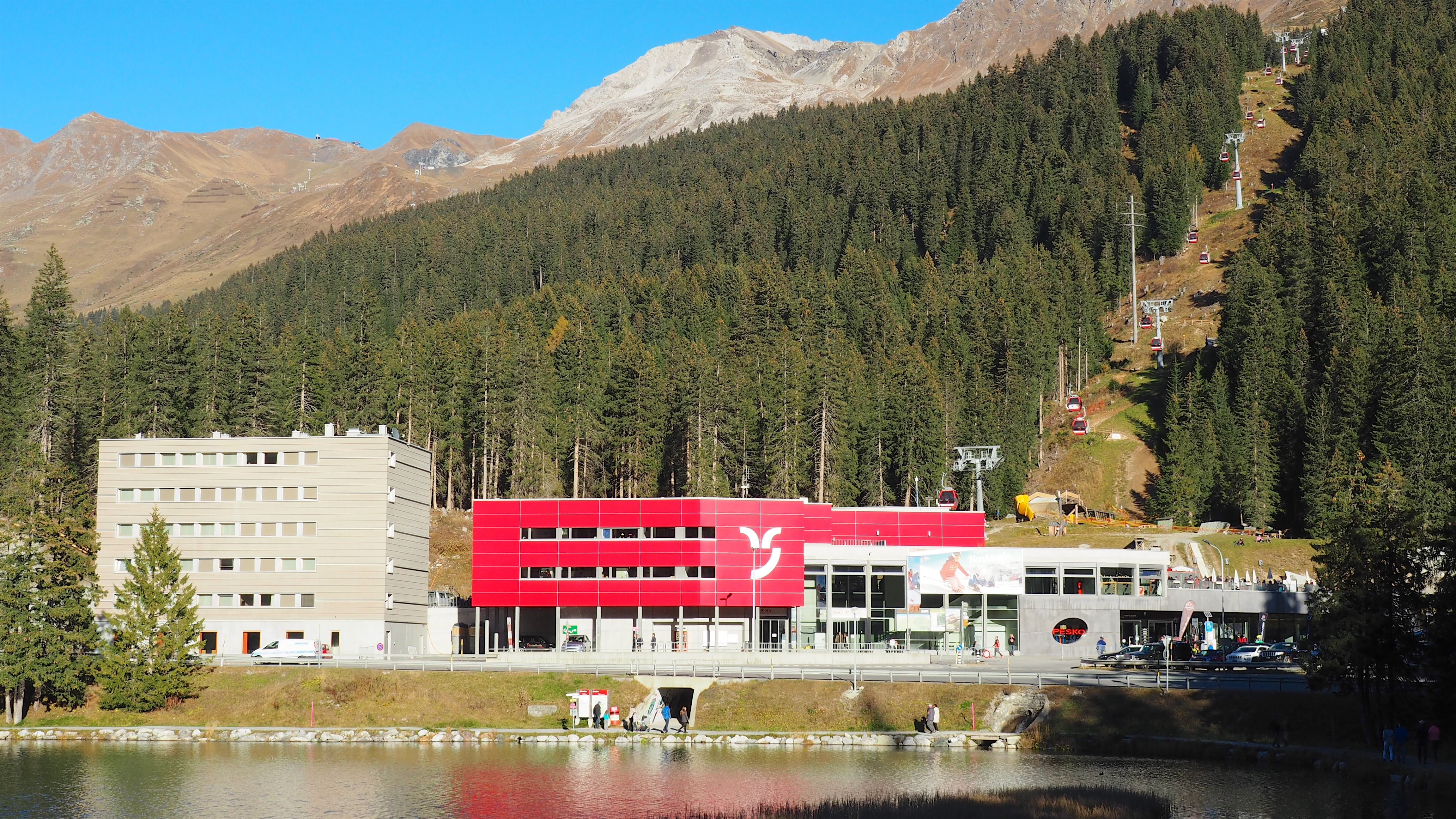
Sommerbetrieb der Rothornbahn mit Mountainbike-Park

- Weisshornbahn 1. Sektion (Arosa - Mittelstation)
- Weisshornbahn 2. Sektion (Mittelstation - Weisshorngipfel)
- Hörnli-Express (Innerarosa - Hörnligrat)
- Urdenbahn (Hörnligrat - Urdenfürggli)

Lenzerheide, Valbella
- Rothornbahn 1. Sektion
- Rothornbahn 2. Sektion
- Sesselbahn Weisshorn-Speed
- Urdenbahn (Hörnligrat - Urdenfürggli)
- Sesselbahn Tgantieni (Val Sporz - Tgantieni)
- Sesselbahn Scalottas (Tgantieni - Piz Scalottas)

Churwalden
- Gondelbahn Heidbüel (Churwalden - Heidbüel)
- Sesselbahn Pradaschier (Churwalden - Pradaschier)

## Geschichte

### Projekte für die Skigebietsverbindung

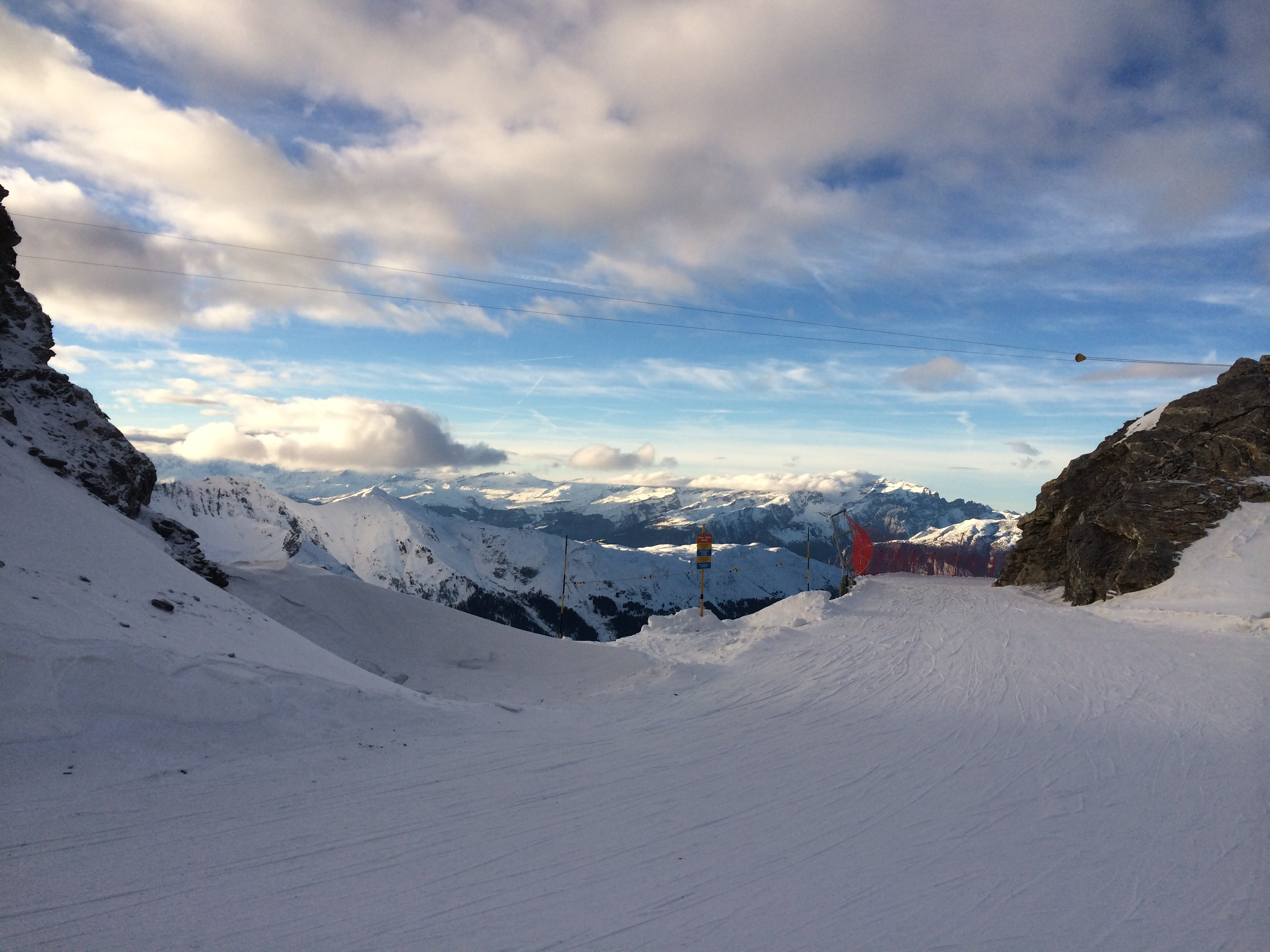
Die Skipiste am Gredigs Fürggli markiert die geographische Grenze zwischen Arosa/Schanfigg und Lenzerheide/Churwaldnertal

Die Realisierung der Skigebietsverbindung Arosa Lenzerheide beanspruchte seit den ersten öffentlich bekannt gewordenen Projektideen 60 Jahre. Aufgrund dieses bemerkenswerten und in der Schweiz einmaligen Umstands nachfolgend ein Überblick über die wichtigsten Eckpunkte des Vorhabens:

#### Erste «Vision» 1953
Wegen der geographischen Nähe von Arosa und Lenzerheide/Parpan dachte man recht früh über eine seilbahntechnische Verbindung der beiden Talschaften nach. So war bereits 1953 die Rede von einem «interessanten Bergbahnprojekt» im Raum Parpan/Parpaner Schwarzhorn, mit dem «eine Verbindung Parpan/Lenzerheide–Arosa hergestellt wäre». Weiter konkretisiert wurde dieses Vorhaben zwar nicht, immerhin erteilte die Gemeinde Arosa jedoch 10 Jahre später der Parpaner Rothorn AG eine Bewilligung zum Bau der auf Aroser Gemeindegebiet gelegenen Bergstation der Rothornbahn samt Restaurant, womit ein wichtiger Grundstein einer eventuellen Anbindung Arosas via Älpli–Gredigs Fürggli beziehungsweise Älplihorn gelegt war.

#### Ideen zur Erweiterung der Skigebiete Arosa, Lenzerheide und Tschiertschen 1972–1992
Eingehender diskutiert wurde die Gebietsverbindung erst wieder 1972. In jenem Jahr erhielten die betreffenden Gemeinden im Rahmen einer Revision der Richtplanung Gelegenheit zur Stellungnahme. Während sich der damalige Regionalverein Pro Schanfigg und die Gemeinden Tschiertschen, Praden sowie die Bürgergemeinden Calfreisen, Castiel und Lüen als Grundeigentümerinnen positiv zu neuen skitechnischen Entwicklungs- und Nutzungsmöglichkeiten äusserten, wollte sich die Gemeinde Arosa diese Option zwar ebenfalls offen halten, aber die im Raum stehende Verbindung via Urdental noch zurückstellen. 1974 lehnte der Gemeinderat Arosa das Gesuch der damaligen Rothornbahn und Scalottas AG zum Bau eines Skilifts «Rothorn 2800» im Totälpli ab, dies aufgrund von «neuen Massnahmen auf dem Gebiete der Raumplanung». Ein Jahr später befürwortete derselbe Gemeinderat grundsätzlich das genannte Skiliftprojekt, stellte aber gleichzeitig fest, «dass sich eine Prüfung der mechanischen Neuerschliessung von Skigebieten im Raume Lenzerheide-Tschiertschen-Arosa aufdrängt». Erstmals wurden in der Aroser Bevölkerung auch Argumente des Landschaftsschutzes vorgebracht, und so hatte diese auch 1976 kein Gehör für (fremde) skitechnische Nutzungen der Gebiete Älplisee-Schwellisee und Urdental. 1980 gewährte man schliesslich der Rothornbahn und Scalottas AG anstelle des Skilifts Rothorn 2800 eine Bewilligung zum Bau der Sesselbahn Totälpli.

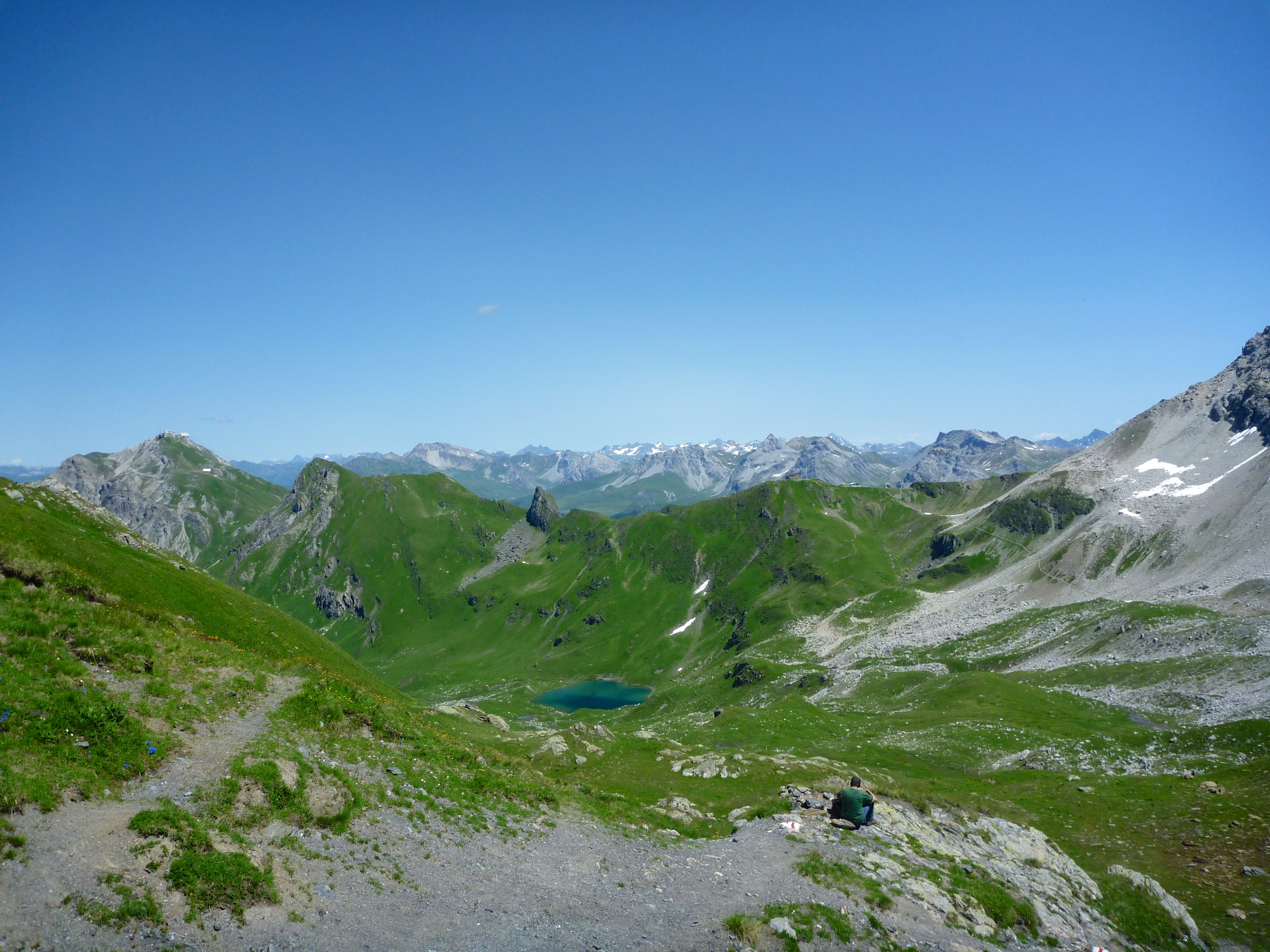
Das Gebiet des Urder Augstberg (hier noch vor dem Bau der Urdenbahn) stand schon 1972 im Zentrum der Verbindungsüberlegungen

1981 vereinbarte die Gemeinde Arosa mit den damaligen Bürgergemeinden Calfreisen, Castiel und Lüen, dass im Urdental keine mechanische Erschliessung realisiert werden solle, die eine Verbindung mit Arosa ermöglichen würde. Als Entschädigung für diesen einstweiligen Nutzungsverzicht erhielten diese Körperschaften von der Gemeinde Arosa, den Arosa Bergbahnen sowie Arosa Tourismus je 2'000 Franken pro Jahr. Am 11. Dezember 1981 verabschiedeten die Aroser Stimmberechtigten gar eine Resolution zu Handen der Bündner Regierung, dergemäss das Urdental von jeglicher touristischer Erschliessung freizuhalten sei. Um seinen Standpunkt zu unterstreichen, lud der Gemeinderat Arosa am 13. Januar 1982 die Bündner Regierung zu Gesprächen ein. Vorgebracht wurden Äusserungen wie «Weder Tschiertschen noch das übrige Schanfigg können aus einer Nutzung des Urdentals namhafte Vorteile erwarten» und «Wir wünschen keine Verbindung mit der Lenzerheide und werden uns auch mit allen Mitteln dagegen zur Wehr setzen. Sollte ein Lift Urdensee-Urdenfürggli gebaut werden, so verpflichten wir uns auf die Dauer von 20 Jahren, keine Verbindung Urden-Hörnli zu bauen».
1992 hiess es von Seiten des Aroser Gemeinderats gar, man lasse die Möglichkeit einer touristischen Neuerschliessung des Gebiets Urder Augstberg «endgültig fallen», da eine Realisierung in den nächsten 10 bis 15 Jahren unwahrscheinlich und ein Zusammenschluss Arosa–Lenzerheide generell umstritten sei. Die einzig sinnvolle Möglichkeit, das Skigebiet Arosa zu erweitern, liege im Bereich Ochsenalp–Chüeberg, auf dem Gebiet der damaligen Gemeinde Molinis. Tschiertschen war demgegenüber nach wie vor an einer Verbindung mit der Lenzerheide interessiert. 1993 wurde zur Erweiterung des Skigebietes Tschiertschen eine mögliche Skigebietsverbindung Tschiertschen–Lenzerheide in die regionalen Richtpläne Schanfigg und Mittelbünden als sogenannte Vororientierung aufgenommen. Die Verbindung Arosa-Lenzerheide wurde mit Rücksicht auf die nach wie vor ablehnende Haltung Arosas vorerst nicht weiter behandelt.

#### Projekt Arosa–Lenzerheide–Tschiertschen 1996–2000
Anfang 1996 beschlossen die Arosa Bergbahnen AG, die Rothornbahn & Scalottas AG sowie die Skiliftanlagen Tschiertschen AG die Verbindung der drei Skigebiete Arosa, Lenzerheide und Tschiertschen im Detail zu prüfen und voranzutreiben. Eine von den beteiligten Bergbahnen eingesetzte Arbeitsgruppe erstellte bis zum Februar 1998 eine umfassende Machbarkeitsstudie mit Raumverträglichkeitsbericht sowie einer Voruntersuchung zum Umweltverträglichkeitsbericht und präsentierte diese in Tschiertschen, Lenzerheide und Arosa der Öffentlichkeit. Der Gemeinderat Arosa begründete diesen Sinneswandel damit, dass sich die wirtschaftlichen Rahmenbedingungen in den vergangenen Jahren grundlegend geändert hätten und neue wissenschaftliche Erkenntnisse unmissverständlich zeigten, dass alle von einem Zusammenschluss betroffenen Skigebiete letztlich profitieren würden. In ähnlicher Weise bezog auch der Vorstand von Arosa Tourismus Stellung. Damit war der Weg erstmals offen, eine Skigebietsverbindung Arosa–Lenzerheide–Tschiertschen raumplanerisch voranzutreiben, auch wenn es in Arosa zunächst noch viele kritische Stimmen gab.

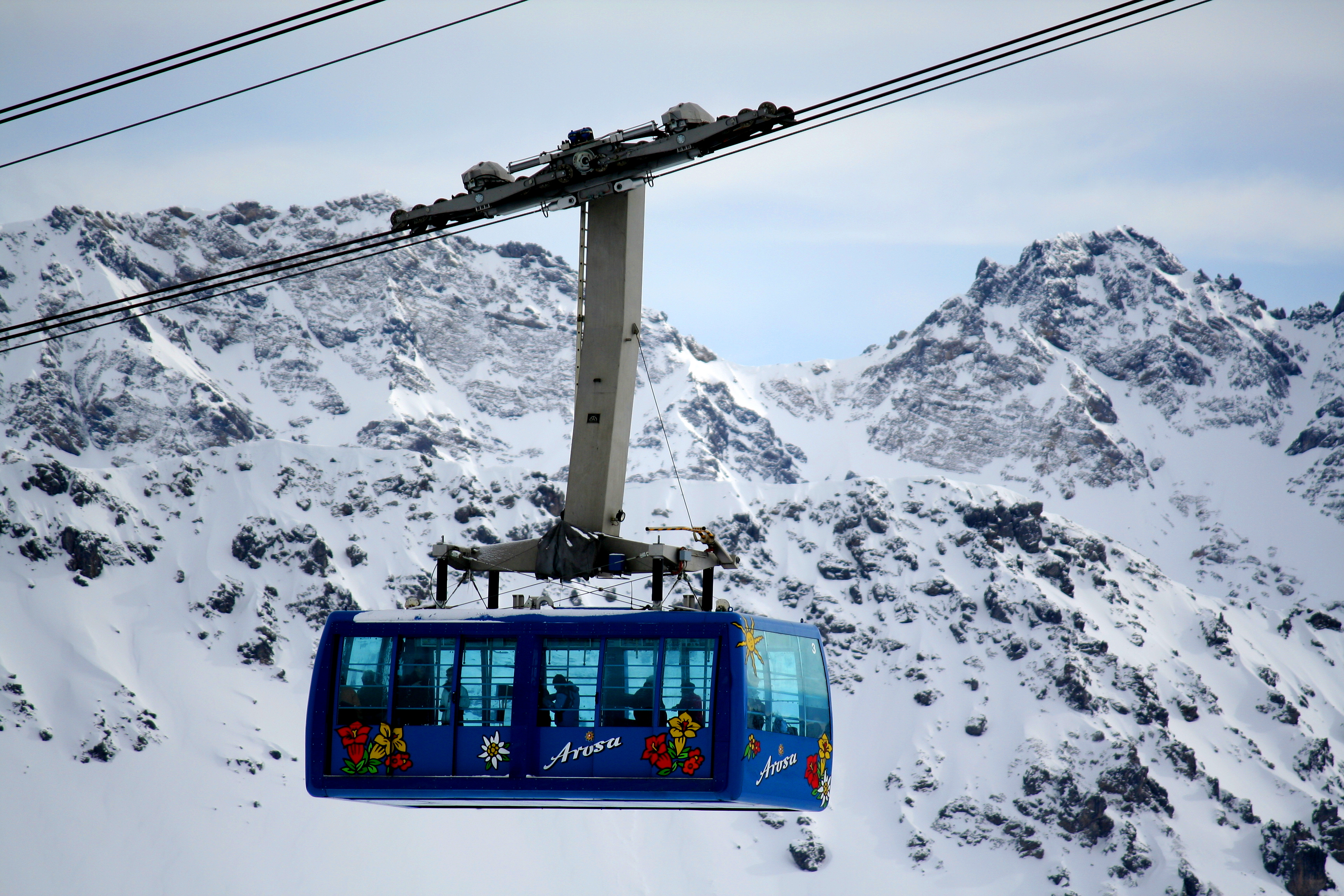
Eine Gondel der Weisshornbahn

In der Folge wurden diverse vorbereitende Massnahmen getroffen. So stimmte etwa die Gemeindeversammlung von Parpan am 16. Dezember 1999 in separaten Abstimmungen sowohl dem Grundsatzentscheid für eine Skigebietsverbindung Arosa–Lenzerheide–Tschiertschen als auch den erforderlichen planungsrechtlichen Anpassungen im Rahmen einer Teilrevision des Nutzungsplans zu. Schliesslich wurde das Verbindungsprojekt von der Bündner Regierung in den kantonalen Richtplan Graubünden 2000 aufgenommen. Bis dahin hatte man das Projekt Skigebietsverbindung Arosa-Lenzerheide-Tschiertschen als Einheit bearbeitet. Wirtschaftliche Überlegungen liessen aber eine Etappierung des Gesamtprojektes unumgänglich erscheinen, und man einigte sich darauf, die beiden Verbindungsprojekte Arosa–Lenzerheide und Tschiertschen–Lenzerheide planerisch und umsetzungstechnisch voneinander zu trennen.
Diese Entkoppelung bedeutete, dass sich das weitere Realisierungskonzept fortan auf die Skigebietsverbindung Arosa–Lenzerheide via Urdental beschränkte. Im Gegenzug war beabsichtigt, dass die Gemeinde Tschiertschen für die Gewährleistung der raumplanerischen Voraussetzungen und zur Sicherung des Betriebs des Tschiertscher Skigebiets von den Arosa Bergbahnen und den Lenzerheide Bergbahnen Entschädigungen und generelle Unterstützung erhalten sollte. Gleichzeitig wurde die Entschuldung der Bergbahnen Tschiertschen AG vorangetrieben. In den folgenden fünf Jahren kam die Umsetzung der Skigebietsverbindung Arosa–Lenzerheide jedoch erneut ins Stocken, da auf der Lenzerheide die Kräfte zunächst für die anstehenden Fusionen der lokalen Bergbahnen fokussiert werden mussten. Diese Zusammenschlüsse, die am 19. Dezember 2005 zur heutigen Lenzerheide Bergbahnen AG (LBB AG) führten, waren eine notwendige lokalpolitische Voraussetzung für die Verbindung mit Arosa; ein Verbindungsprojekt zwischen den Arosa Bergbahnen AG und (allein) der früheren Rothornbahn & Scalottas AG wäre in der Gemeinde Vaz/Obervaz aus internen Konkurrenzgründen politisch nicht mehrheitsfähig gewesen.

#### Wiederaufnahme und Scheitern des Projekts Arosa–Lenzerheide 2006–2008

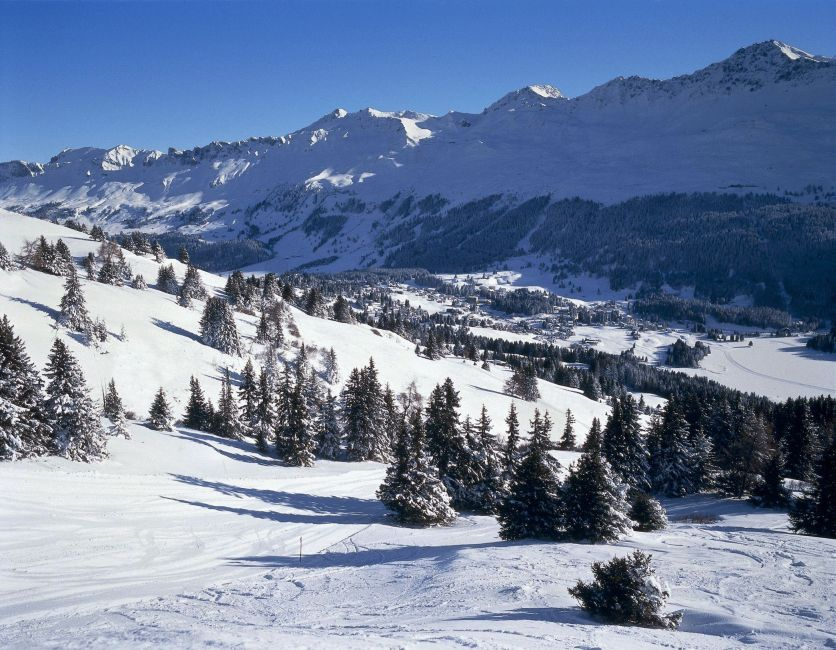
Skipiste auf der Lenzerheide Westseite mit Blick auf Valbella

Ab 2006 prüften die Lenzerheide Bergbahnen mit den Arosa Bergbahnen diverse Projektvarianten, um eine Lösung zu finden, die auch umweltpolitisch in nützlicher Frist realisierbar wäre. Dies war angezeigt, weil Umweltorganisationen wie Pro Natura und WWF Graubünden kundgetan hatten, dass sie die vorgesehene mechanische Erschliessung des Urdentals mit Sesselbahnen und Skipisten vehement bekämpfen würden. Ungeachtet dessen suchte man zunächst nach Möglichkeiten, die auch das skifahrerische Angebot im Bereich der Verbindungsanlagen erweitern liessen. Im Dezember 2006 stellten dann die Planer den beteiligten Umweltorganisationen sowie den Gemeinden, Regionen und kantonalen Amtsstellen zwei konkrete Erschliessungsvarianten vor:
- a) Variante Sesselbahnen mit Skipisten im Urdental

Vorgesehen war der Neubau von drei Sesselbahnen, Motta–Urdenfürggli, Urdensee–Urdenfürggli und Urdensee–Hörnli sowie die Einrichtung entsprechender Skipisten. Die Talstationen im Urdental wären westlich des Urdensees auf etwa 2273 m zu stehen gekommen.
- b) Variante Gondelbahn mit Zwischenstation Urdenfürggli, ohne Skipisten im Urdental

Die projektierte Gondelbahn führte von der Motta zum Plateau nördlich des Urdenfürggli und von dort weiter zum Hörnligrat.
Bei beiden Varianten war vorgesehen, die bestehende 2er-Sesselbahn Motta–Schwarzhorn abzubrechen, da der Hauptteil der Schwarzhornpisten auch durch die Anlage Motta – Urdenfürggli erschlossen worden wäre. Die Umweltorganisationen legten den Bergbahnen nahe, auch Varianten zu prüfen, die von der Erschliessung des Urdenfürggli gänzlich absahen und deren Linienführung möglichst nahe der Parpaner Weisshorn–Tschirpenkette verliefen. Falls auf Pisten und Stützen im Urdental verzichtet würde, wäre eine Realisierung der Skigebietsverbindung auch für die Umweltorganisationen denkbar.

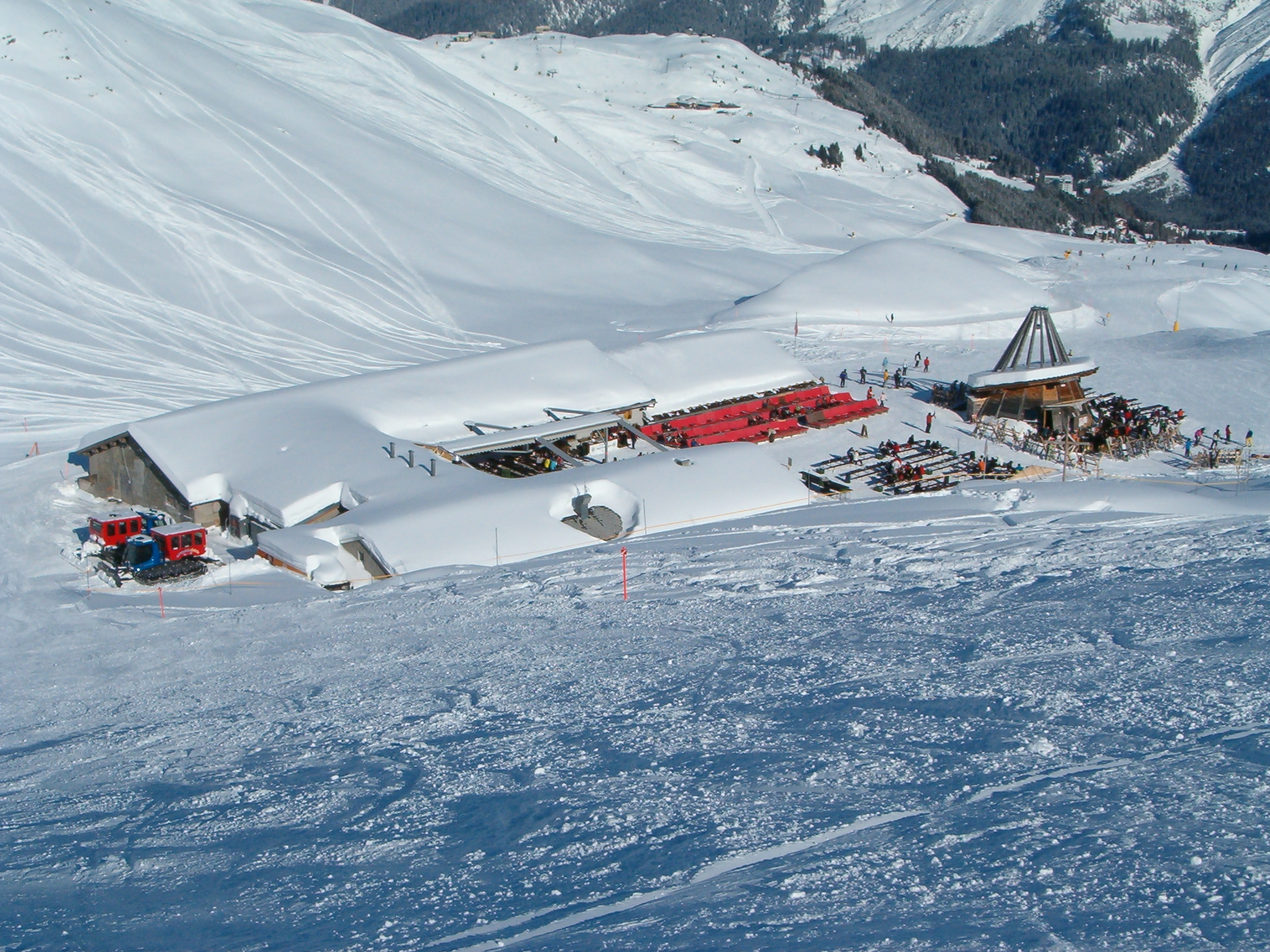
Die Carmennahütte in Arosa. Im Hintergrund der Tschuggen

Diesen Anliegen kamen die Bergbahnen entgegen, und sie prüften nun eine direkte Verbindung mit Gondelbahnen, Pendelbahnen, 2S- und 3S-Umflaufbahnen. Aus der Gegenüberstellung aller Varianten, inklusive derjenigen mit einer Zwischenstation auf dem Urdenfürggli als Ersatz für die Sesselbahn Schwarzhorn, ging aus betrieblicher und landschaftsschützerischen Gründen eine 2,3 km lange Direktverbindung Motta – Hörnli mittels 3S-Bahn hervor. Diese Variante fand sodann Eingang in die weiteren Richt- und Nutzungsplanungen. Mit dieser Lösung konnte die Akzeptanz der Umweltorganisationen erreicht werden, unter der Auflage, dass hinreichende raumplanerische Ausgleichsmassnahmen umgesetzt würden (Landschaftsschutz- und Ruhezonen). Die projektierte Verbindungsbahn war allerdings nur ein Teil des Gesamtkonzeptes Skigebietsverbindung Arosa-Lenzerheide, das im Laufe des nun folgenden Koordinationsprozesses bereinigt wurde.
Im Dezember 2006 ersuchten die Bergbahnen die Gemeinde Vaz/Obervaz die Führung zu übernehmen und die raumplanerischen Schritte für die Richt- und Nutzungsplanung in den betroffenen Regionen und Gemeinden einzuleiten. Die Planung sollte dabei so organisiert werden, dass die Skigebietsverbindung bis 2008 umgesetzt wäre. Nachdem die Gemeindeversammlung Arosa die notwendigen Änderungen der Richt- und Nutzungsplanung deutlich angenommen hatte, verwarfen die Stimmbürger der Gemeinde Vaz/Obervaz 2008 das mit 22 Millionen Franken veranschlagte Projekt. Kritisiert wurde von den Neinsagern unter anderem, dass die zu erwartenden Verkehrs- und Parkplatzprobleme auf der Lenzerheide nicht gelöst seien. Zudem wurde mancherorts befürchtet, Arosa könnte von der Verbindung mehr profitieren als die Lenzerheide. Nach diesem Negativentscheid zogen die Bergbahnen Arosa und Lenzerheide das Projekt zur Überarbeitung zurück, jedoch schien es, als wäre die Skigebietsverbindung für absehbare Zeit vom Tisch.

#### Das realisierte Projekt Arosa–Lenzerheide 2011

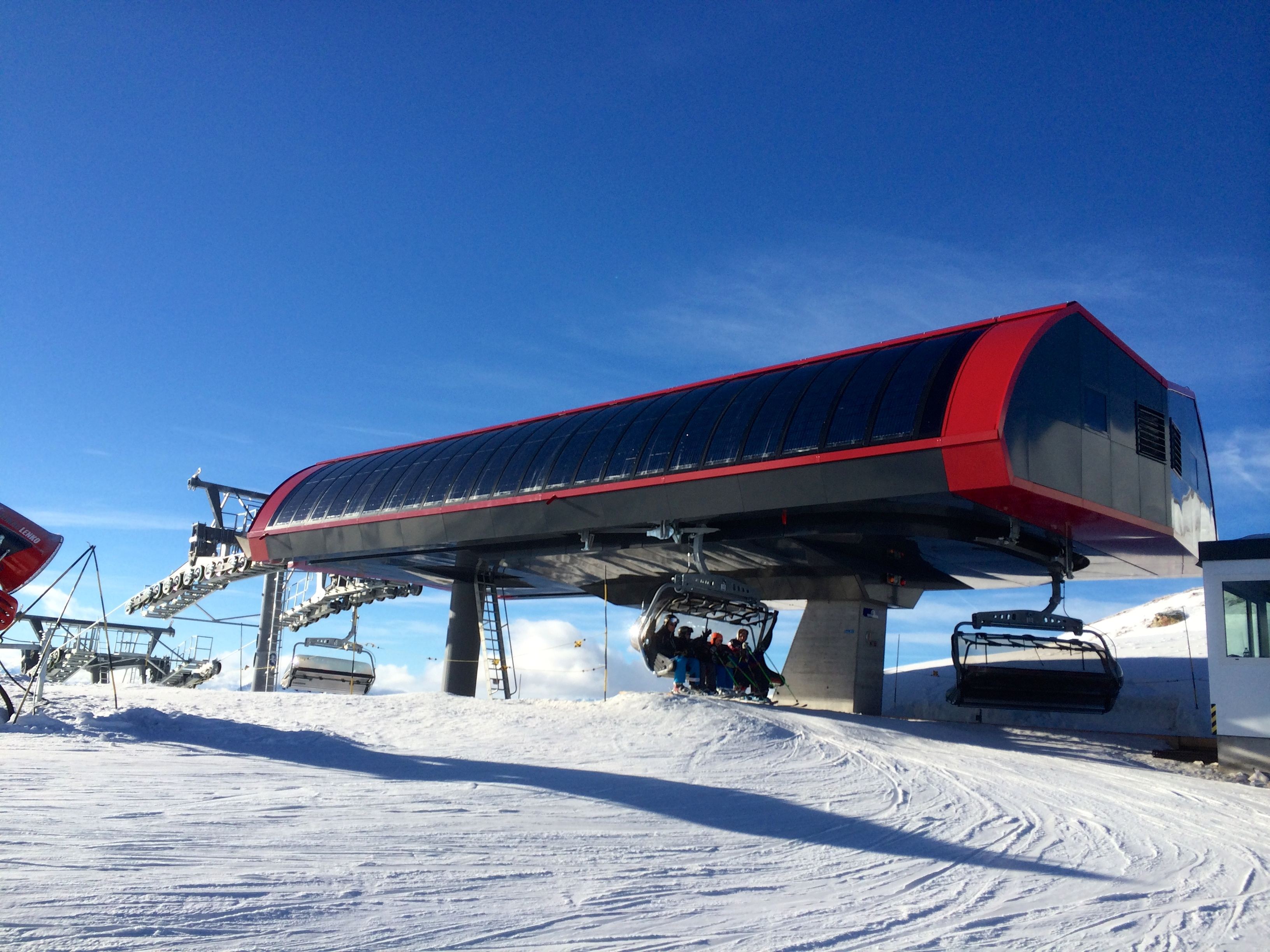
Das Projekt 2011 sah neu den Bau der Sesselbahn Urdenfürggli vor

Bereits Anfang 2011 wurde ein revidiertes Projekt präsentiert. Das Vorhaben umfasste den Neubau von drei Seilbahnen unter Wegfall zweier bestehender Anlagen im Skigebiet der Lenzerheide. Im Unterschied zur Variante von 2008 sollte die Verbindung nicht mehr mit einer einzigen Verbindungsbahn vom Hörnligrat zur Mottahütte realisiert werden, sondern durch eine Pendelbahn vom Hörnligrat zum Urdenfürggli. Letzteres sollte zudem mit einer Sesselbahn von der Mottahütte her erschlossen werden. Bei der Abstimmung über die erforderliche Raumplanungsänderung am 27. November 2011 wurde die Verbindung nun mit 58 % der Stimmen der Gemeinde Vaz/Obervaz gutgeheissen, womit die grösste Hürde für das Verbindungsprojekt überwunden war. Da Arosa einer Verbindung bereits 2008 zugestimmt hatte, war hier keine Abstimmung mehr nötig.
Kurz darauf einigten sich die beiden Betreibergesellschaften, dass die Arosa Bergbahnen den Bau und Betrieb der Verbindungs-Luftseilbahn über das Urdental übernehmen sollten, während die Lenzerheide Bergbahnen für zwei neue kuppelbare Sechsersesselbahnen von Garaventa verantwortlich zeichnen würden. Mit den Sesselbahnen wurden zwei bestehende Anlagen auf der Rothornseite ersetzt und die seilbahntechnische Erschliessung des Urdenfürggli vervollständigt. Bei den zurückgebauten Anlagen handelt es sich um die Sesselbahn Schwarzhorn von 1994 sowie um den 1972 erstellten Skilift Weisshorn 2. Im Skigebiet Arosa ergaben sich keine Änderungen an den bestehenden Pisten und Seilbahnanlagen. Die neuerlichen Bedenken der Umweltverbände gegen die Gebietsverbindung konnten im Rahmen von Verhandlungen schliesslich ausgeräumt werden, sodass im Frühjahr 2013 – 60 Jahre nach der ersten Vision – endlich mit den Bauarbeiten begonnen werden konnte.

### Entwicklungen seit der Skigebietsverbindung

#### Geschäftsjahr 2013/14

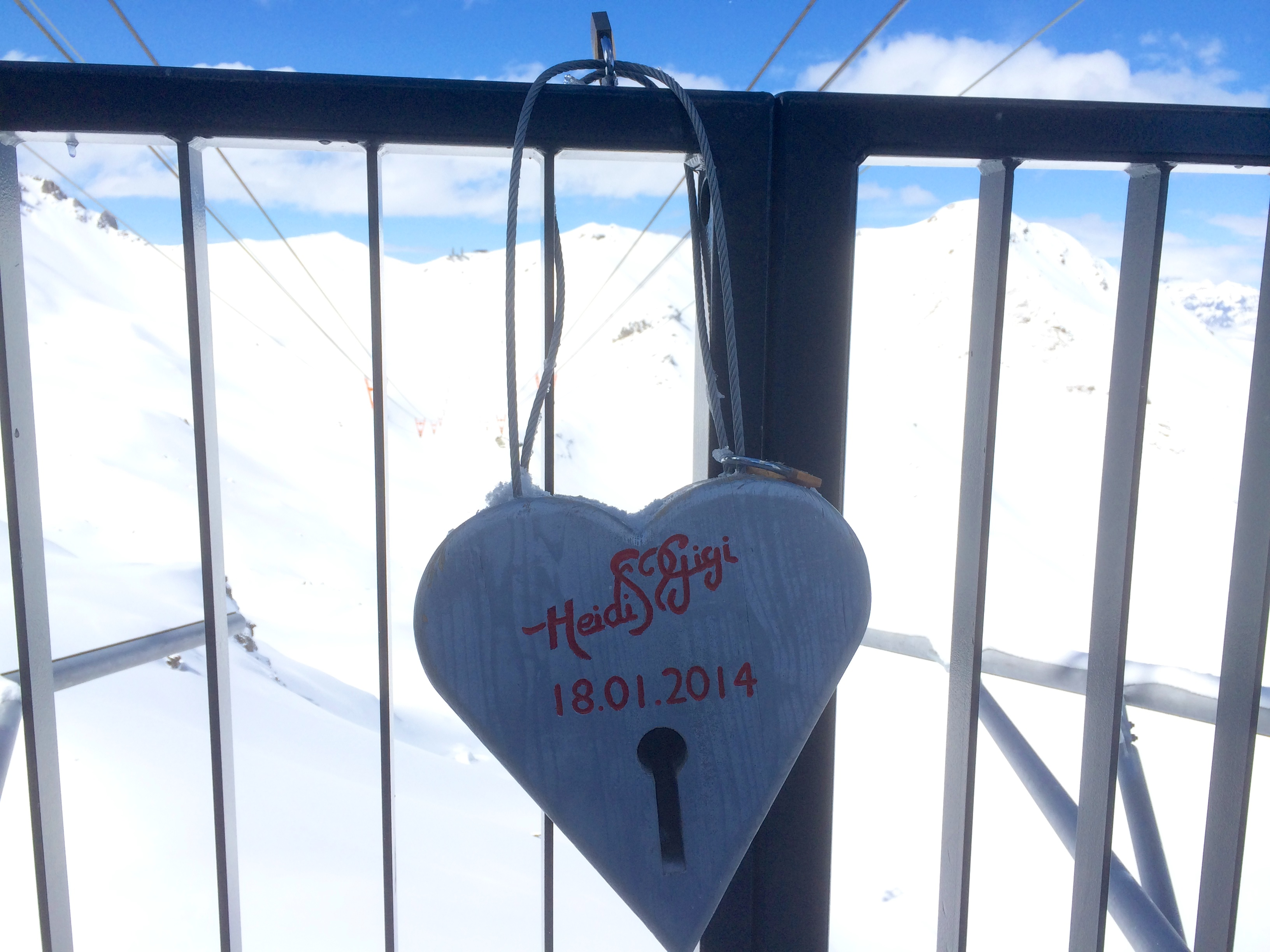
Symbolisches Vermählungsherz der Werbeträger «Lenzer-Heidi» und Gigi von Arosa zur Eröffnung der Urdenbahn am 18. Januar 2014

Die Eröffnung der neuen Sesselbahnen Heimberg-Motta und Motta-Urdenfürggli erfolgte mit dem Start der Wintersaison 2013/14 auf der Lenzerheide-Ostseite am 14. Dezember 2013. Die Einweihung der Verbindungsbahn zwischen dem Hörnligrat und dem Urdenfürggli wurde am 18. Januar 2014 mit einem grossen Fest vor Ort begangen, nur ein Tag, nachdem das Bundesamt für Verkehr (BAV) die Anlage freigegeben hatte. Nach dem ersten – wenn auch verkürzten und meteorologisch schwierigen – gemeinsamen Betriebswinter konnten sowohl die Arosa wie auch die Lenzerheide Bergbahnen eine Umsatzsteigerung verzeichnen.

#### Geschäftsjahr 2014/15
Aufgrund der unerwarteten Aufhebung des im September 2011 eingeführten Mindestkurses von 1,20 Franken pro Euro durch die Schweizerische Nationalbank am 15. Januar 2015 verschlechterten sich die währungspolitischen Rahmenbedingungen für die Schweizer Tourismusbranche signifikant, was sich in der Folge auch auf das Betriebsergebnis auswirkte. Da eine rasche Preisanpassung angesichts der allgemeinen Kostenstruktur für schweizerische Leistungsträger nur bedingt möglich ist, lancierten die Tourismusverantwortlichen von Arosa Lenzerheide und Saas-Fee eine gemeinsame Marketingkampagne unter dem Motto «Wir bieten Mehrwert». Erklärtes Ziel dieser in der Schweiz neuartigen Aktion war es, den potentiellen Gästen möglicherweise unbekannte Mehrwerte der beiden Destinationen in Bezug auf die ausländische Konkurrenz näherzubringen. Zwecks effizienter und sicherer Verbindung zwischen der Lenzerheidner Ost- und Westseite wurde 2015 eine fix geklemmte Vierer-Sesselbahn «Obertor» im Parpaner Gebiet Heimberg–Proschieri erstellt. Weitere 2015 umgesetzte Infrastrukturvorhaben, die direkt mit der Gebietsverbindung zusammenhängen, sind die Beschneiungsanlage im Bereich Hörnli – Plattenhorn sowie der Ersatz der Sesselbahn Churwalden – Alp Stätz durch die Achter-Gondelbahn «Heidbüel» mit Porsche-Design-Gondeln.

#### Geschäftsjahr 2015/16
Aufgrund der neuen Beschneiungsanlage am Hörnli sowie günstiger meteorologischer Bedingungen konnten die ersten Anlagen und Pisten in Arosa bereits am 31. Oktober 2015 in Betrieb genommen werden, so früh wie nie zuvor. Der offizielle Saisonstart war allerdings erst am 28. November 2015. Unvorteilhafte Witterungsverhältnisse mit wenig Schnee führten hingegen im Dezember und Januar zu deutlichen Umsatzeinbussen. Zudem machte sich die anhaltende Euroschwäche erstmals während einer ganzen Wintersaison bemerkbar. Insgesamt verzeichnete das Skigebiet Arosa Lenzerheide mit 1,148 Mio. Gästeeintritten einen Rückgang von 5,5 % gegenüber der Vorsaison (Bergbahnen Graubünden total minus 10,6 %; Bergbahnen Schweiz total minus 7,8 %). Im Sommer 2016 wurde zur Sicherung der dortigen Talabfahrt eine Beschneiungsanlage zwischen Parpan/Proschieri und Churwalden realisiert. Auch im Bereich Pradaschier–Churwalden wurde eine entsprechende Infrastruktur errichtet.

#### Geschäftsjahr 2016/17
Am 12. November 2016 wurde die Vorsaison bei guten Neuschneebedingungen mit einem Wochenendbetrieb am Hörnli in Arosa eröffnet. Die Wintersaison für das gesamte Skigebiet Arosa Lenzerheide startete am 3. Dezember 2016 und dauerte bis Ostermontag 17. April 2017. Es handelte sich um den trockensten und schneeärmsten Winter seit Messbeginn. Ungeachtet dessen und trotz weiterhin herausforderndem Währungsumfeld bewegte sich die Umsatzentwicklung etwa auf dem Niveau des Vorjahres.

#### Geschäftsjahr 2017/18

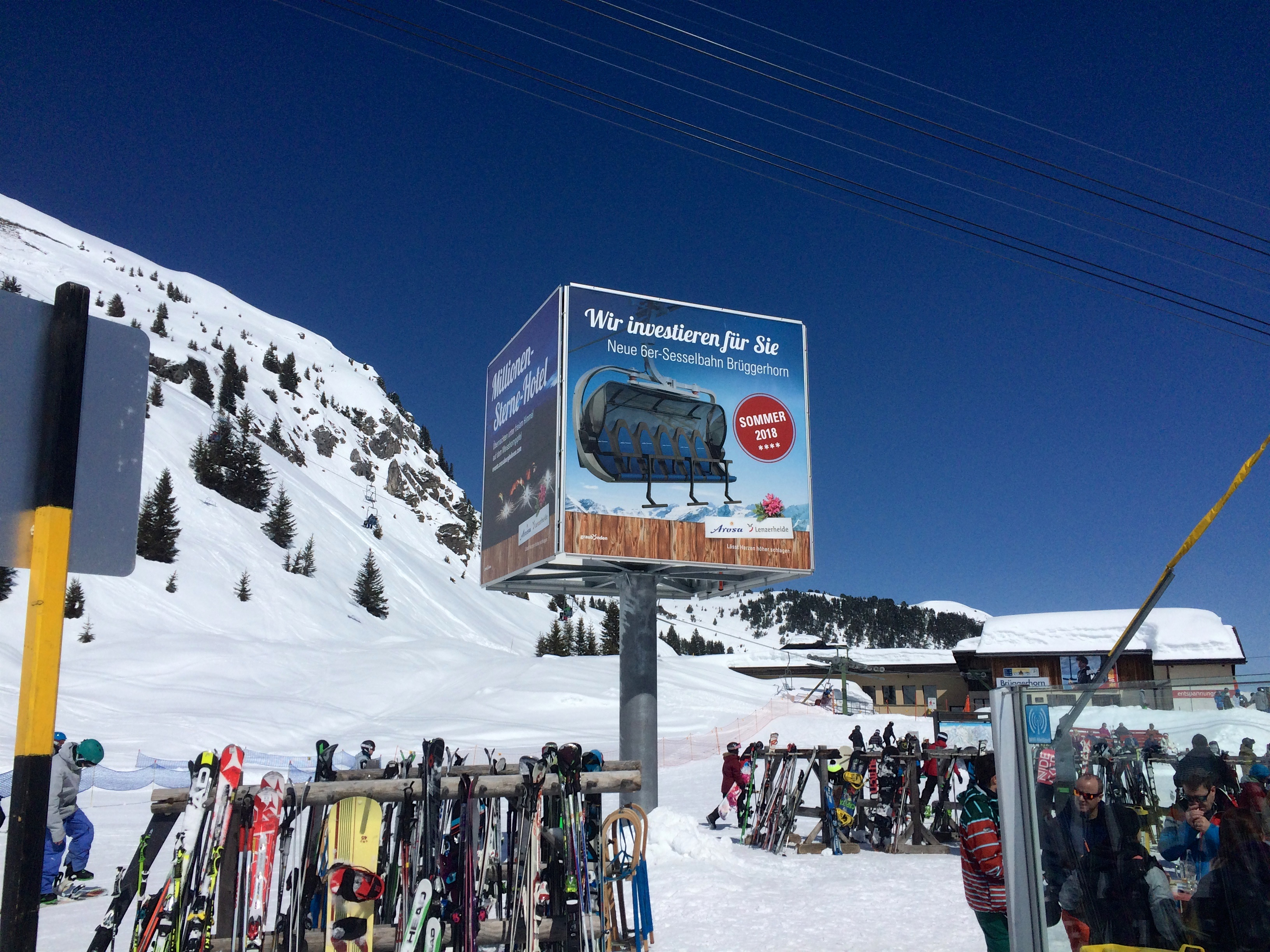
Werbeanzeige für den auf 2019 verschobenen Neubau der Sesselbahn Brüggerhorn im Winter 2017/18

Infolge warmen Herbstwetters startete das dritte «Novemberhoch» am Hörnli erst am 11. November 2017 statt wie geplant am 28. Oktober 2017. Der Saisonbeginn für das gesamte Skigebiet war Anfang Dezember 2017. In der Folge sorgten ergiebige Niederschläge in der ersten Saisonhälfte für einen ausserordentlich schneereichen Winter. Dies erlaubte unter anderem die Präparierung von diversen Naturschneepisten, die üblicherweise nicht geöffnet sind. Die sehr guten Schneeverhältnisse und ein entspannteres Währungsumfeld sorgten bis Ende März 2018 für 1,184 Mio. Gästeeintritte, was einer Steigerung von 7,1 % gegenüber dem Vorwinter entspricht (Bergbahnen Graubünden total plus 5,9 %, ganze Schweiz plus 6,9 %). Dies, obwohl nur 37 % der Wintersaisontage über mindestens vier Sonnenstunden verfügten. Die neue Mottahütte konnte infolge eines Schwelbrandes kurz vor der Fertigstellung erst Mitte Dezember 2017 eröffnet werden. Weiter wurde bekannt, dass der für 2018 geplante Neubau der Sesselbahn Brüggerhorn wegen eines nicht vorhergesehenen Quellschutzzonen-Konflikts im Bereich der Talstation erst im Sommer 2019 realisiert werden kann.

#### Geschäftsjahr 2018/19
Ende Oktober 2018 sorgte ein früher Wintereinbruch für grosse Schneemengen bis ins Flachland. In Arosa wurden 65 bis 72 Zentimeter Neuschnee gemessen; auf 2500 m. ü. M. lagen 100 bis 140 Zentimeter, in 2000 Meter Höhe 80 Zentimeter. In der Folge sorgten weit hinaufreichende Regenfälle und eine anschliessende stabile Vorderseitenlage für lang andauernde Föhnverhältnisse, die der vorhandenen Naturschneedecke stark zusetzten und eine technische Schneeproduktion zunächst verunmöglichten. Der Skibetrieb am Hörnli konnte daher im Rahmen des vierten «Novemberhochs» erst am 24. November 2018 aufgenommen werden. Fortan konnte jedoch die künstliche Beschneiung aufgrund tiefer Temperaturen stark intensiviert und noch vor Weihnachten abgeschlossenen werden. Anhaltende Niederschläge im Januar mit teils Rekordwerten sorgten erneut für überdurchschnittliche Schneemengen. Im Gegensatz zum Vorjahr waren in der Wintersaison 2018/19 beinahe die Hälfte aller Tage sogenannte «Sonnentage» mit einer Sonnenscheindauer von mindestens vier Stunden. Viel Sonnenschein gab es insbesondere während der Hauptferienzeit im milden Februar aber auch an zahlreichen Wochenenden. Diese sehr positiven Umstände sowie vorteilhaft gelegene Weihnachtsfeiertage führten dazu, dass in Arosa Lenzerheide bis zum Ende der Wintersaison am 22. April rund 1,3. Mio. Gästeeintritte verzeichnet wurden, was ein neuer Rekordwert seit der Eröffnung der Skigebietsverbindung darstellt und einer Zunahme von 7,6 % gegenüber dem Vorjahr entspricht. Am 1. Januar 2019 konnten zudem erstmals über 30,000 Ersteintritte (genau: 30,580) an einem einzigen Tag registriert werden. In Arosa wurde im Sommer 2019 der Neubau der Sesselbahn Brüggerhorn sowie die feste Installation von zwei überdachten Förderbändern vom Skischulzentrum Innerarosa zur Talstation der Gondelbahn Kulm realisiert. Bereits zuvor wurden punktuelle Geländekorrekturen durchgeführt, um einzelne Pistenabschnitte im Gebiet Arosa früher öffnen zu können.

#### Geschäftsjahr 2019/20

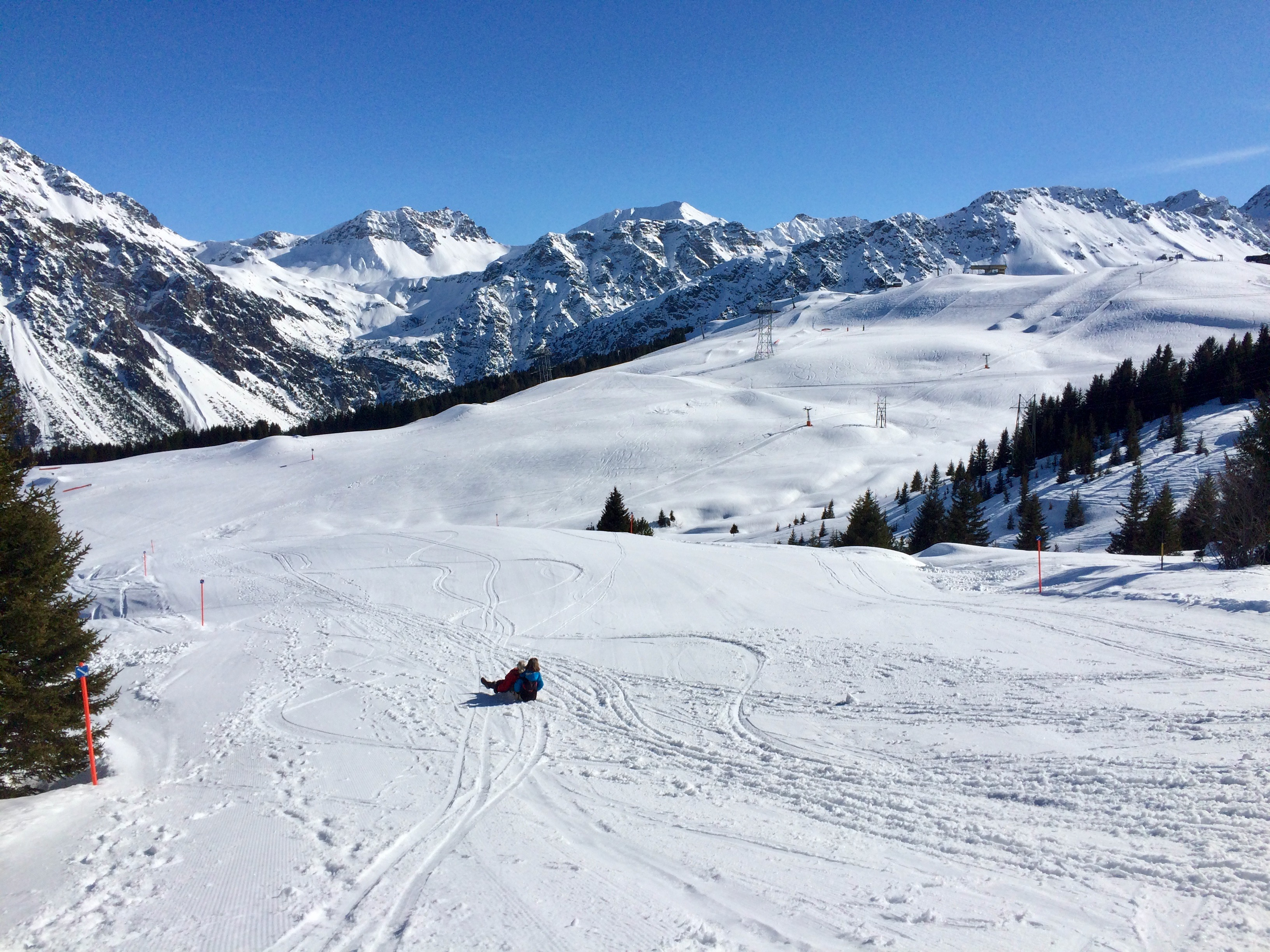
Zweckentfremdete «Black Diamond Slope» am 15. März 2020 nach dem behördlich angeordneten Corona-Lockdown

Aufgrund diverser Niederschläge und tiefer Temperaturen ab Ende Oktober 2019 konnte der «Novemberhoch»-Skibetrieb am 16./17. November 2019 am Hörnli eröffnet werden. Eine Woche später liefen die ersten Liftanlagen auf der Lenzerheide Westseite. Bis Mitte Dezember fiel wiederholt Schnee. Anschliessend wirkte während einiger Tage eine stabile Föhnlage, welche der Schneedecke zusetzte. Vom 21. bis 27. Dezember 2019 sorgten weitere Schneefälle für sehr gute Pistenbedingungen. Die nachfolgende beständige Hochdrucklage mit viel Sonnenschein und verbreitetem Hochnebel im Flachland sowie die günstige Lage der Feiertage sorgten über Weihnachten - Neujahr für überdurchschnittliche Besucherzahlen. Auch im Januar und Februar 2020 konnten trotz äusserst milder Temperaturen die Transportfrequenzen gegenüber dem Vorjahr nochmals leicht gesteigert werden. Am 8. Februar 2020 konnte die Sesselbahn Heimberg für den Transport von Fussgängern freigegeben werden. Der aus China eingeschleppte Coronavirus bewirkte ab Ende Februar 2020 rasch stagnierende «Skier Days». Die anschliessende Corona-Pandemie hatte schliesslich zur Folge, dass die Wintersaison 2019/20 am Freitag, 13. März 2020 infolge behördlicher Anordnung abrupt abgebrochen werden musste. Aufgrund dessen gingen die Ersteintritte gegenüber dem Vorjahr um 13,2 Prozent zurück. Für den Sommerbetrieb 2020 mussten kurzfristig Corona-Schutzkonzepte eingeführt werden, die beispielsweise einen ausserordentlichen Entlastungsbetrieb der Sesselbahnen Tschuggen-Ost und Weisshorn Speed beinhalteten. Gleichzeitig wurde in Arosa die Infrastruktur zur technischen Beschneiung der Piste 12 («Black Diamond Slope») am Brüggerhorn gebaut. Dennoch konnten sowohl die Arosa Bergbahnen wie auch die Lenzerheide Bergbahnen das Geschäftsjahr gewinnbringend abschliessen.

#### Geschäftsjahr 2020/21
Das Geschäftsjahr 2020/21 stand ganz im Zeichen der anhaltenden Corona-Pandemie. Nach einem sehr guten Sommer konnte am 31. Oktober 2020 der «Novemberhoch»-Betrieb in Arosa aufgenommen werden. 950 Ersteintritte am Hörnli sowie 450 von Fussgängern am Weisshorn sorgten für den frequenzstärksten «Novemberhoch»-Tag seit der Einführung 2014. Der bisherige Tages-Rekord aus dem Jahr 2017 lag bei 1200 Eintritten. Aufgrund eines Entscheides der Kantonsregierung konnte Arosa Lenzerheide wie die meisten anderen Bündner Skigebiete den Betrieb den ganzen Winter über aufrechterhalten. Die Bergrestaurants konnten aufgrund der Corona-Schutzmassnahmen allerdings nur sehr eingeschränkt bewirtschaftet werden. Am 27. Januar 2021 wurde bekannt, dass an der Schule Arosa die mutierte Variante B1.1.7 des Coronavirus aufgetaucht war. In der Folge wurde die Urdenbahn vorübergehend geschlossen. Die beiden Skigebiete von Arosa und Lenzerheide waren derweil aber als Inselbetriebe weiter geöffnet. Während die Gästeeintritte mit 1’198’000 gegenüber dem (verkürzten) Vorwinter um 4,3 % zunahmen, war der Umsatzrückgang bei den Bergbahnen aufgrund der Einbussen bei der Berggastronomie markant, was zu entsprechenden Verlusten in den Jahresrechnungen führte. Die bereits im Vorsommer provisorisch betriebenen Sesselbahnen Tschuggen-Ost und Weisshorn Speed wurden erneut in den Sommerbetrieb versetzt, wobei beim Weisshorn Speed insgesamt 3,5 Mio. Franken in eine umfassende Neukonzessionierung samt 76 neuen Haubensesseln und 38 separaten Mountainbike-Transportfahrzeugen investiert wurden.

#### Geschäftsjahr 2021/22

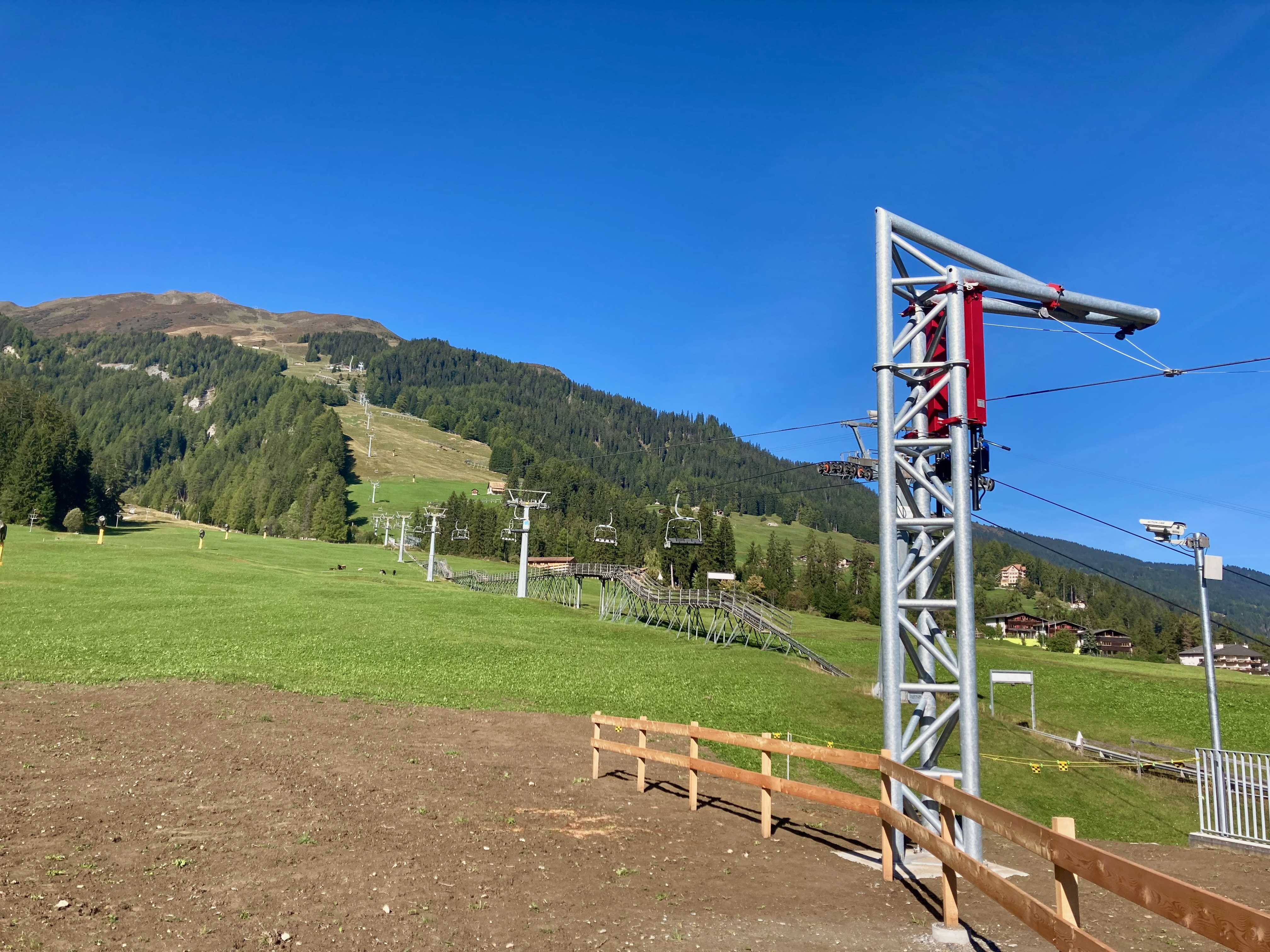
Im Herbst 2021 wurde in Churwalden die erste Seilrutsche Graubündens eröffnet

Nach einem witterungsbedingt etwas weniger erfolgreichen Sommer als im Vorjahr entwickelte sich der dritte Corona-Winter in Folge unerwartet positiv. Arosa Lenzerheide startete am 13. November 2021 am Hörnli und Urdenfürggli in die Wintersaison. Nach ergiebigen Niederschlägen Ende Januar und Anfang Februar 2022 stand den Gästen praktisch das gesamte Pistenangebot zur Verfügung. Dank zahlreichen Sonnentagen, einem stabilen Heimmarkt und ausgewogenen Corona-Schutzmassnahmen wurde mit über 1,4 Mio. Ersteintritten ein neuer Rekordwert seit der Skigebietsverbindung 2013/14 verzeichnet. Dies bewirkte für die Arosa Bergbahnen und die Lenzerheide Bergbahnen einen starken Zuwachs in praktisch allen Geschäftsbereichen, insbesondere in der Berggastronomie, was bei beiden Gesellschaften zu Rekordergebnissen führte. Im Hinblick auf die Wintersaison 2021/22 wurden die Markenwelten und Internetauftritte der Destinationen Arosa, Lenzerheide und dem gemeinsamen Skigebiet überarbeitet und individueller gestaltet. In Churwalden-Pradaschier wurde im Herbst 2021 die erste Zipline Graubündens in Betrieb genommen. Die Sesselbahn Pradaschier wurde im Ein- und Ausstiegsbereich dergestalt umgebaut, dass sie bergwärts auch mit angeschnallten Skiern und Snowboards benützt werden kann. Bei der Carmennahütte wurde in einem neuerstellten Alpgebäude ein zusätzlicher Selbstbedienungsteil realisiert. Auf der Kulmwiese Arosa entstand ein neues öffentliches Anfänger- und Kinderland.

#### Geschäftsjahr 2022/23
Nach einem im Vergleich zu den beiden vorangegangenen Corona-Jahren leicht rückläufigen Sommergeschäft und einem warmen Spätherbst konnte erst am 26. November 2022 am Hörnli mit dem Wintersportbetrieb begonnen werden. Ab dem 3. Dezember startete Arosa Lenzerheide in den durchgehenden Winterbetrieb. Der schneearme Winter 2022/23 erwies sich sodann als eine Herausforderung in Bezug auf den schneetechnischen Aufbau des Skigebiets, insbesondere im Teilgebiet Lenzerheide. Bis Ende März 2023 fehlten gegenüber der natürlichen Neuschneemenge im zehnjährigen Mittel 273 cm Schnee, was einer Differenz von 47 % entspricht. Diverse Standardpisten und auf einige Winterwanderwege blieben den ganzen Winter über geschlossen. Trotz deutlichem Rückgang der Frequenzen im April verzeichnete Arosa Lenzerheide nach Saisonschluss am 16. April 2023 1'284'000 Gästeeintritte, was einen Rückgang von 10,1 % gegenüber dem herausragenden Vorjahr bedeutet. Dank der Konsumfreudigkeit der Gäste und häufig schönem Terrassenwetter mit milden Temperaturen konnten sowohl die Arosa Bergbahnen wie auch die Lenzerheide Bergbahnen schliesslich ähnlich gute Geschäftszahlen präsentieren wie im Jahr zuvor. Die im Skigebiet getätigten Investitionen fokussierten im Wesentlichen auf die Qualitätserhaltung und punktuellen -verbesserung, so beispielsweise die Verbreiterung der Piste 9a zwischen Carmenna Mitte und LAW-Mittelstation auf 15 m inklusive Geländekorrekturen und Ersatz der bestehenden Beschneiungsanlage.

#### Geschäftsjahr 2023/24

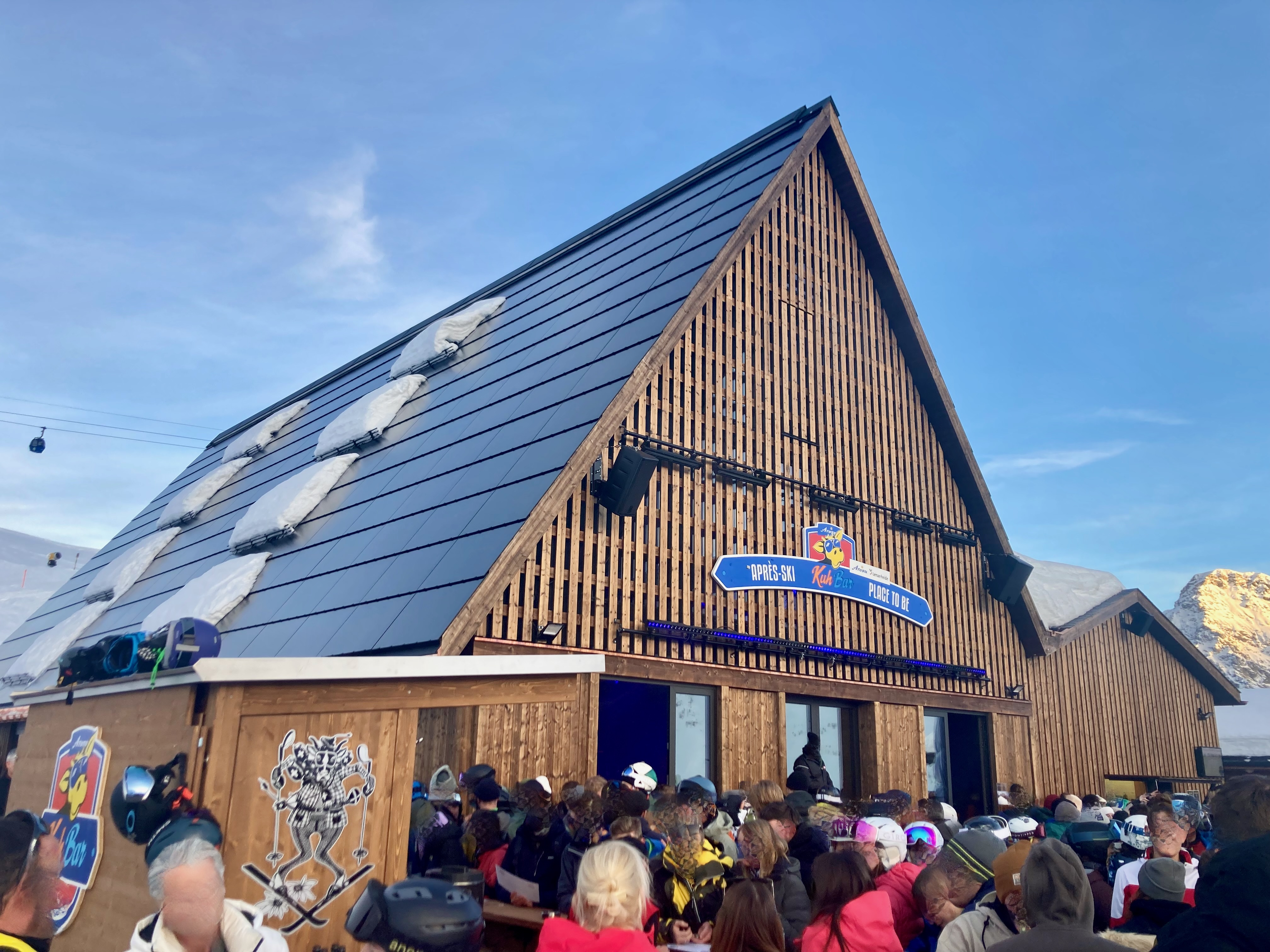
Die neue «KuhBar» bei der Tschuggenhütte

Die Sommer-Ersteintritte stabilisierten sich 2023 nach den Rekordzahlen in den Corona-Sommerjahren auf dem Niveau der beiden Vorjahre. Im Oktober 2023 öffnete das Restaurant «Kuhstall Schamuela» auf der Lenzerheide Westseite seine Türen. Im Winter 2023/24 ermöglichten die teils ergiebigen Schneefälle im November und Dezember und Kälteperioden für den Einsatz der technischen Beschneiung einen zügigen Aufbau des Wintersportgebiets. Pistensport war am Hörnli ab dem 11. November 2023 möglich. Am 2. Dezember 2023 ging in Arosa das neuerbaute Après-Ski-Lokal «KuhBar» in Betrieb. Bis zu den Feiertagen 2023/24 war das Schneesportangebot mit Pisten und Winterwanderwegen weitgehend bereitgestellt. Es herrschten überdurchschnittlich gute Wintersportverhältnisse bis zum Saisonende am 14. April 2024 mit zahlreichen geöffneten Naturschneepisten. Die Winter-Ersteintritte in Arosa Lenzerheide lagen mit insgesamt 1,403 Mio. um 9,4 % über dem Vorjahr und um 1,8 % unter dem bisherigen Bestwert aus dem Winter 2021/2022, sowie 14,4 % über dem 5-Jahres-Durchschnitt vor der Corona-Pandemie. Dies führte dazu, dass sowohl die Arosa Bergbahnen als auch die Lenzerheide Bergbahnen rekordhohe Umsatzzahlen verzeichnen konnten. 

## Synergiepotential

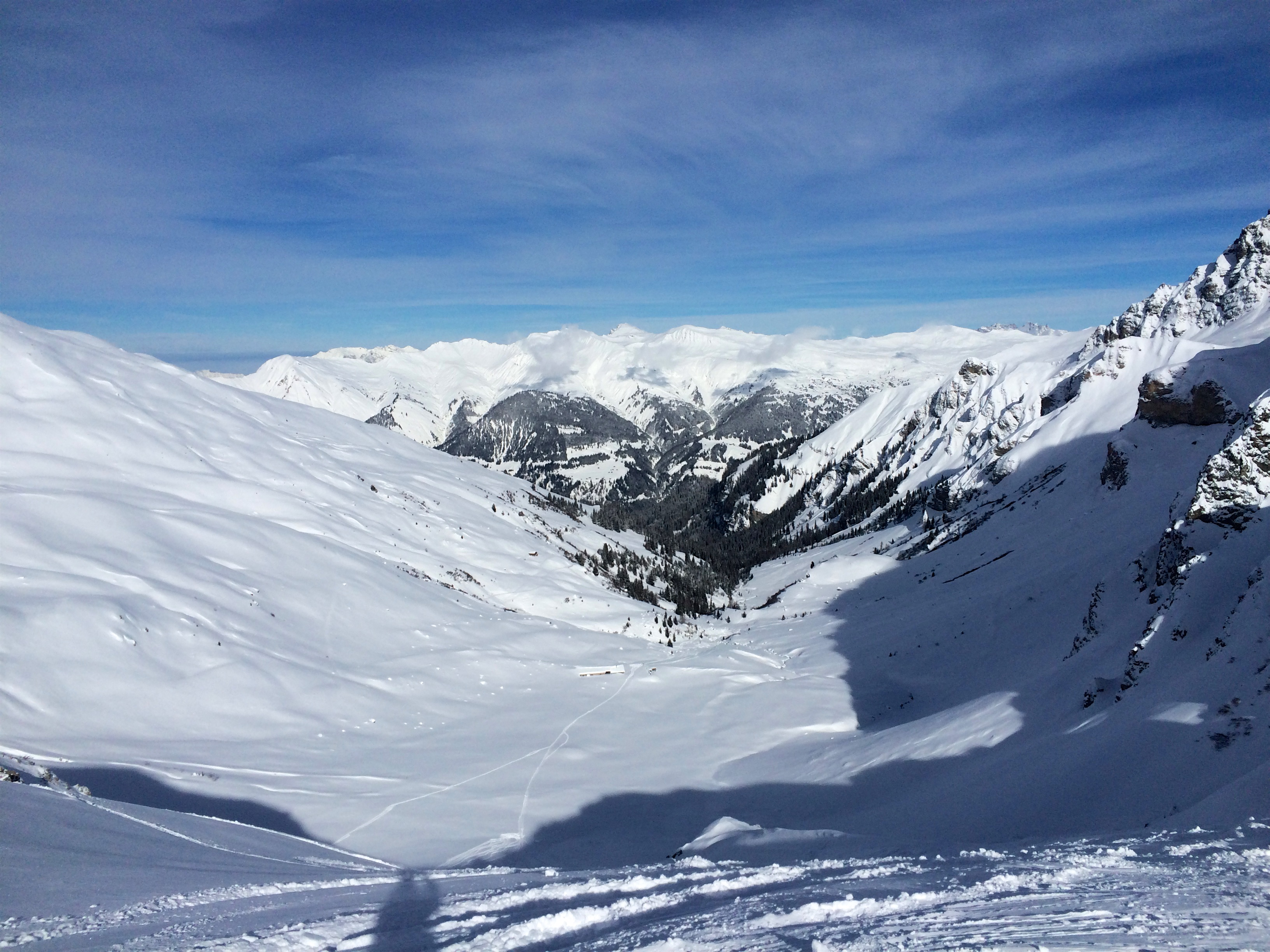
Das seit jeher intensiv als Freeride-Gebiet genutzte Urdental als mögliches Bindeglied zwischen Arosa Lenzerheide und Tschiertschen

Aufgrund der geographischen Gegebenheiten bestehen realistische und ökonomisch wie ökologisch prüfenswerte Verbindungsmöglichkeiten zu den kleinen und finanziell nicht auf Rosen gebetteten Skigebieten von Chur-Brambrüesch/Dreibündenstein, Tschiertschen und Feldis.
Während in Feldis zurzeit kein öffentlich bekanntes Interesse an einer Anbindung besteht, hat die Vision eines Anschlusses von Brambrüesch im Zuge der Übernahme des Skigebiets Pradaschier durch eine private Lenzerheidner Investorengruppe vorübergehend eine gewisse Renaissance erlebt. Allerdings sollte nach dem Willen dieser Investoren zunächst in die Churwaldner Infrastruktur investiert werden, bevor ein Verbindungsprojekt mit Chur näher geprüft werde. Im Vorfeld der Juni-Session 2015 des Bündner Grossen Rats in Arosa propagierte der Churer Stadtpräsident Urs Marti eine verstärkte Zusammenarbeit zwischen Arosa, Lenzerheide und Chur inklusive eventueller kantonaler Förderungsmassnahmen. Im Herbst 2016 gaben die Chur Bergbahnen (BCD) bekannt, dass sie das Wintersportangebot auf Brambrüesch nicht ausbauen werden. Damit ist die seit vielen Jahren diskutierte Verbindung mit Pradaschier definitiv vom Tisch. Ungeachtet dessen können für den Sommerbetrieb Bergbahnkarten erworben werden, die sowohl in Arosa Lenzerheide wie auch in Chur Brambrüesch gültig sind.
In Tschiertschen trägt man sich trotz Widerstands von Umweltverbänden mit dem Gedanken, mittels Einrichtung einer präparierten Piste durch das Urdental besser an Arosa Lenzerheide angebunden zu sein. Dieses Vorhaben wurde anlässlich der Generalversammlung 2016 der Bergbahnen Tschiertschen AG (BBT) nach wie vor als wünschenswert sowie als «finanziell gesichert» taxiert. Zudem wurde erstmals die Idee einer Verbindungsbahn Churwalden–Churer Joch ins Spiel gebracht. Im Sommer 2019 wurde in Tschiertschen unter anderem die Vision einer Pendelbahnverbindung Tschiertschen–Weisshorn präsentiert.

## Auszeichnungen (Auswahl)

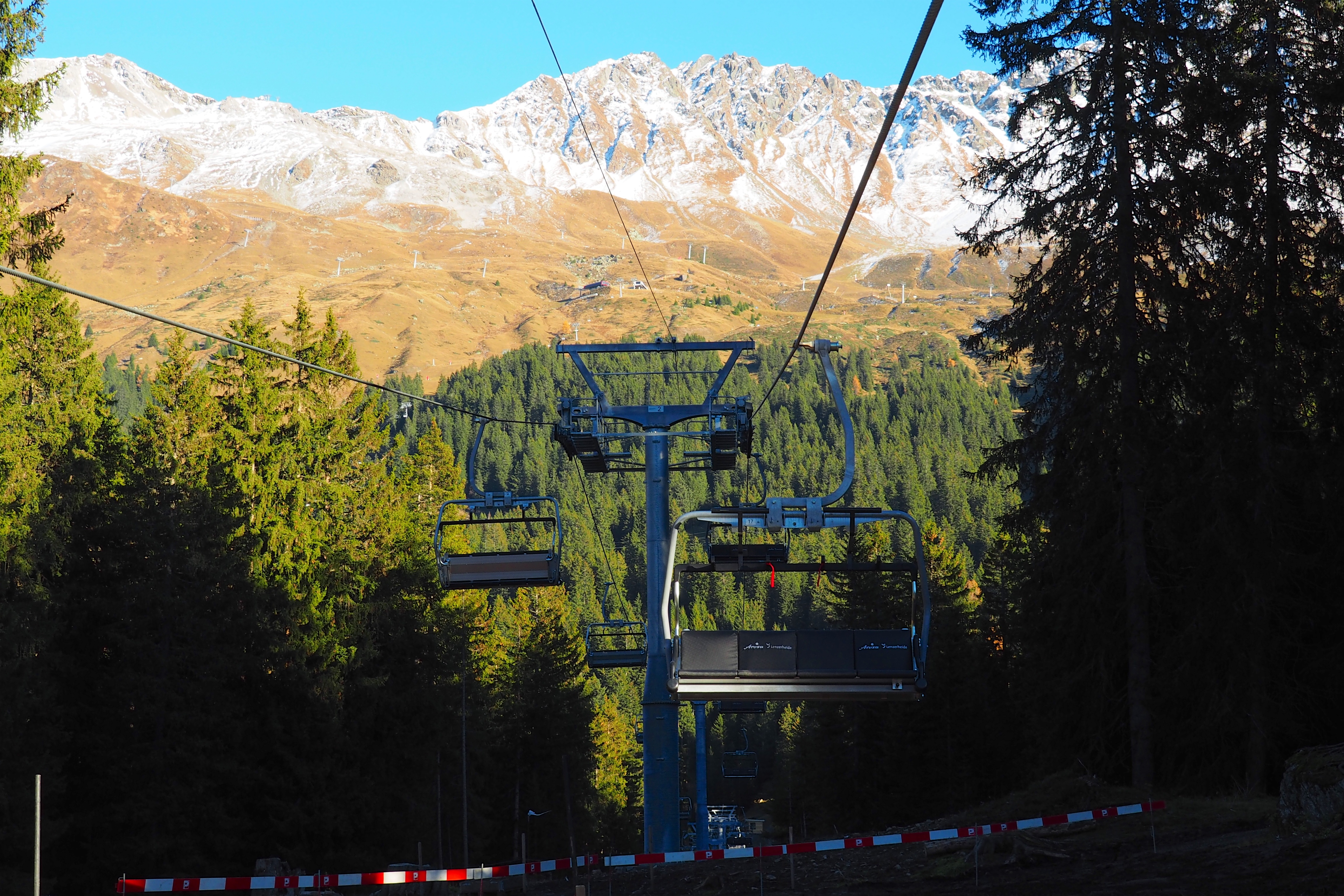
Die Sesselbahn Obertor verbindet die Lenzerheidner Ost- und Westseite

Das Wintersportgebiet Arosa Lenzerheide hat in den gut 10 Jahren seines Bestehens schon diverse Auszeichnungen und Anerkennungen erhalten:
- Blick Winter Awards 2022/23: Sieger in den Kategorien «Bestes Ski- und Snowboardgebiet» sowie «Bestes Skigebiet „Familie“»[58]
- Blick Winter Awards 2021/22: Sieger in den Kategorien «Bestes Ski- und Snowboardgebiet» sowie «Familienfreundlichkeit»[59]
- Test Skiresort.de 2021 – 5-Sterne-Skigebiet (4,7 von 5 Sternen); Testsieger Bereich Pistenangebot; Beste schwarze Abfahrt («Black Diamond Slope»)[60]
- Best Ski Resort 2020 – Platz 3 Gesamtwertung: 8,35 von 10 Punkten[61]
- Best Ski Resort 2016 – Platz 3 Bereich Wiederbesuchsrate[62]
- Kassensturz: Schweizer Skigebiete im Test 2015 – Testsieger Kategorien «Familien» und «Geniesser»: Jeweils 90 von 100 Punkten[63]
- SVSM Award 2014 für Skigebietsverbindung Arosa–Lenzerheide[64]
- Test Skiresort.de 2014 – Testsieger Bereich Pistenangebot: Total 4,5 von 5 Sternen[65]
- Best Ski Resort 2014 – Platz 3 Gesamtwertung: 8,20 von 10 Punkten (Gebiet Arosa)[66]
- Skigebiete-Test.de: Die besten Skigebiete der Welt – Platz 10 Gesamtwertung[67]
- Meinungsumfrage der Zeitung 20 Minuten 2014 – Bestes Skigebiet der Schweiz: 4'118 von 38'468 Stimmen[68]

## Varia

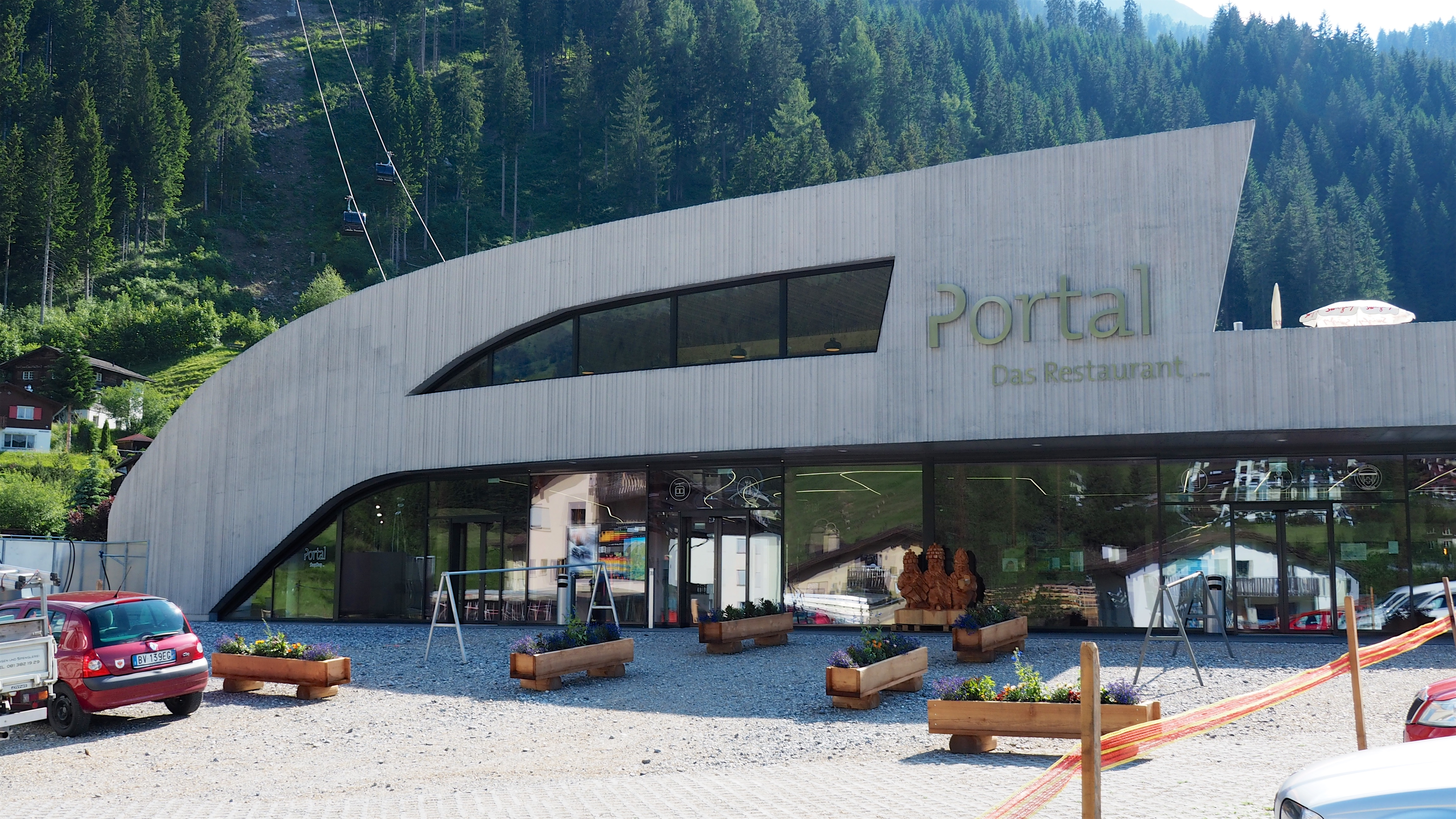
Die Panoramabahn Heidbüel als Einstiegsportal in Churwalden

Der Betrieb des gesamten Skigebiets kostet pro Tag rund 290'000 Franken, davon fallen 140'000 Franken für die Liftanlagen an. Für die technische Beschneiung, die Pistenmarkierungen sowie die Wasser- und Energiekosten gibt Arosa Lenzerheide täglich zwischen 25'000 und 30'000 Franken aus. Die Gewährleistung der Sicherheit mittels Lawinensprengungen, Pistenmarkierungen sowie Patrouillen/Pistenrettung verschlingt pro Tag 25'000 Franken. Für die Pistenpräparierung und den Kraftstoff der Pistenmaschinen müssen jeden Tag 43'000 Franken aufgewendet werden. Die Kosten für Marketing, Information oder Abgaben an die Grundeigentümer belaufen sich auf täglich 52'000 Franken.
Das neue Einstiegsportal in Churwalden gewann am 22. April 2016 im KKL Luzern einen «Award für Marketing + Architektur» in der Sparte «Hotels, Restaurants, Bars, Touristikanalagen, Wellnessanlagen, Residenzen». Die Jury haben die Bewegungsflüsse von Personen und Gondeln sowie die Rillenstruktur der Fassade überzeugt.